# 철학적 염세주의의 역사
철학적 염세주의는 존재에 비판적인 철학 학파이다.
염세주의적 정서들은 종교들과 다양한 철학자들의 작품들 속에서 발견될 수 있다. 독일 철학자 아르투어 쇼펜하우어의 작품들과 함께 전통에서의 큰 발전이 시작됐다.

## 종교에서

### 불교

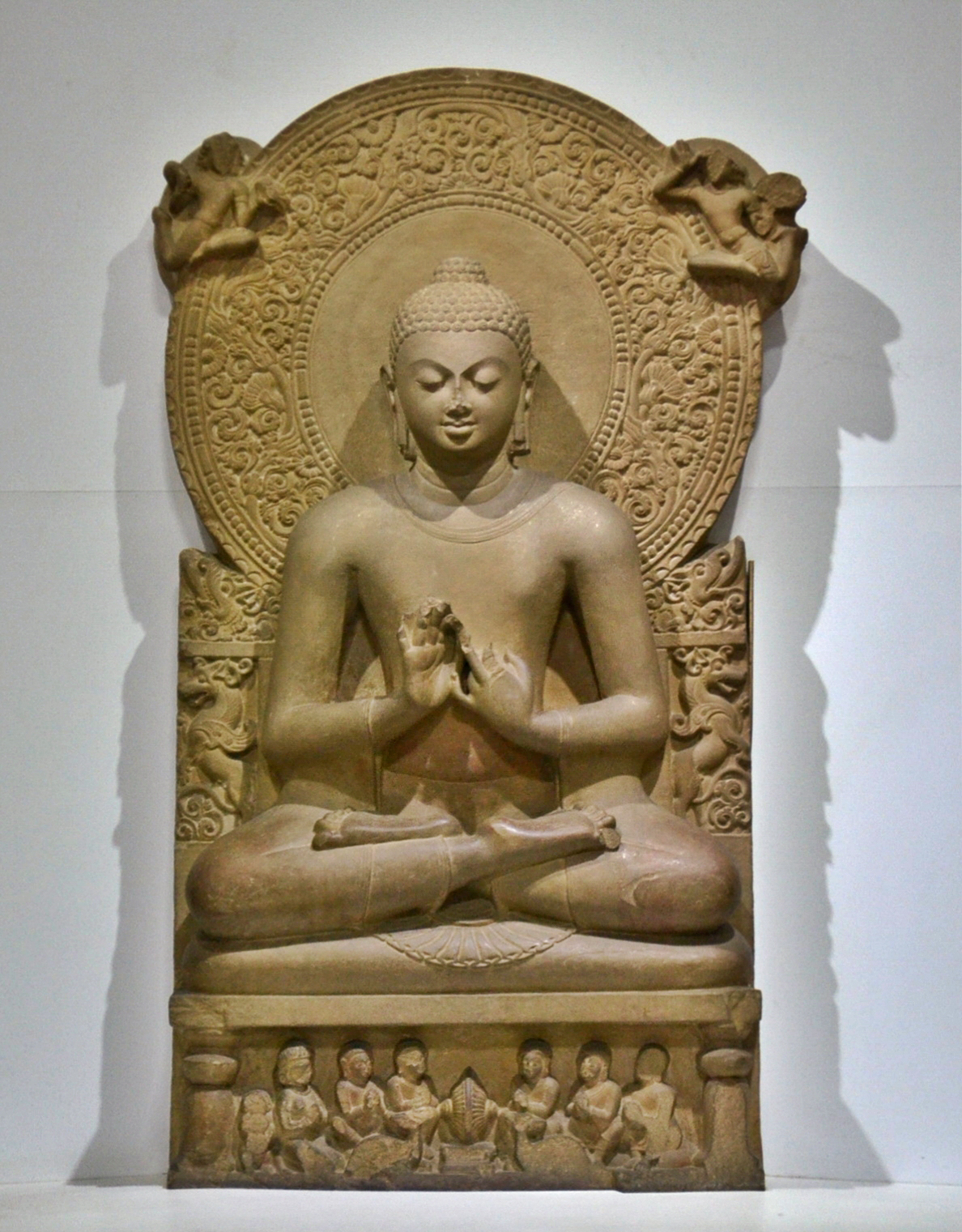
불상.

역사적으로, 철학적 염세주의는 불교의 부분적 종교적 측면하에 동양에서 최초로 나타난 것으로 보인다. 초전법륜경에서, 고타마 싯다르타는 고, 혹은 괴로움의 첫번째 신성한 진리를 존재의 근본적인 특징으로 확립한다:
비구들이여, 이것이 괴로움의 성스러운 진리이다. 태어남도 괴로움이다. 늙음도 괴로움이다. 병도 괴로움이다. 죽음도 괴로움이다. 싫어하는 대상들과 만나는 것도 괴로움이다. 좋아하는 대상들과 헤어지는 것도 괴로움이다. 원하는 것을 얻지 못하는 것도 괴로움이다. 요컨대 취착의 대상이 되는 다섯 가지 무더기 자체가 괴로움이다.

### 유대교와 기독교

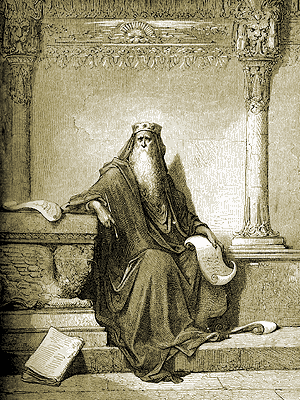
왕 솔로몬, 전도서의 저자로 전통적으로 여겨졌다.

전도서는 구약 성경으로부터의 지혜 문학의 일부이다. 제1장에서, 저자는 삶에서의 인간의 수고의 헛됨 (혹은 무의미함)에 대한 그의 견해를 표현한다.
다윗의 아들 예루살렘 왕 전도자의 말씀이라 전도자가 이르되 헛되고 헛되며 헛되고 헛되니 모든 것이 헛되도다 해 아래에서 수고하는 모든 수고가 사람에게 무엇이 유익한가 한 세대는 가고 한 세대는 오되 땅은 영원히 있도다 해는 뜨고 해는 지되 그 떴던 곳으로 빨리 돌아가고 바람은 남으로 불다가 북으로 돌아가며 이리 돌며 저리 돌아 바람은 그 불던 곳으로 돌아가고 모든 강물은 다 바다로 흐르되 바다를 채우지 못하며 강물은 어느 곳으로 흐르든지 그리로 연하여 흐르느니라 모든 만물이 피곤하다는 것을 사람이 말로 다 말할 수는 없나니 눈은 보아도 족함이 없고 귀는 들어도 가득 차지 아니하도다 이미 있던 것이 후에 다시 있겠고 이미 한 일을 후에 다시 할지라 해 아래에는 새 것이 없나니
죽음은 저자의 염세주의의 주요 구성요소이다. 그가 지혜를 어리석음보다 더 가치있는 것으로 봄에도 불구하고, 죽음은 근본적으로 그 우월성을 해치며, 이때문에 저자는 삶을 혐오한다.
내가 보니 지혜가 우매보다 뛰어남이 빛이 어둠보다 뛰어남 같도다 지혜자는 그의 눈이 그의 머리 속에 있고 우매자는 어둠 속에 다니지만 그들 모두가 당하는 일이 모두 같으리라는 것을 나도 깨달아 알았도다 내가 내 마음속으로 이르기를 우매자가 당한 것을 나도 당하리니 내게 지혜가 있었다 한들 내게 무슨 유익이 있으리요 하였도다 이에 내가 내 마음속으로 이르기를 이것도 헛되도다 하였도다 지혜자도 우매자와 함께 영원하도록 기억함을 얻지 못하나니 후일에는 모두 다 잊어버린 지 오랠 것임이라 오호라 지혜자의 죽음이 우매자의 죽음과 일반이로다 이러므로 내가 사는 것을 미워하였노니 이는 해 아래에서 하는 일이 내게 괴로움이요 모두 다 헛되어 바람을 잡으려는 것이기 때문이로다
제4장에서, 저자는 이미 죽은 자보다 더 나은 것은 아직 태어나지 않은 자라고 표현하며 또한 반출생주의적 사상들을 표현한다.
내가 다시 해 아래에서 행하는 모든 학대를 살펴 보았도다 보라 학대 받는 자들의 눈물이로다 그들에게 위로자가 없도다 그들을 학대하는 자들의 손에는 권세가 있으나 그들에게는 위로자가 없도다 그러므로 나는 아직 살아 있는 산 자들보다 죽은 지 오랜 죽은 자들을 더 복되다 하였으며 이 둘보다도 아직 출생하지 아니하여 해 아래에서 행하는 악한 일을 보지 못한 자가 더 복되다 하였노라
전도서와 고대 메소포타미아에서 기원전 1500년경에 쓰인 염세주의의 대화라는 이름의 고대 메소포타미아 문학작품 사이에 몇 가지 유사점이 발견됐다. 주인과 노예 사이의 대화의 형식을 취하는 이 작품에서, 주인은 어떤 행동 방침도 결정할 수 없고 노예에게 명령을 내린 후 즉시 명령을 취소하여 절망에 빠지게 했는데, 이는 인간 행동의 무익함을 표현한 것으로 해석됐다.
성경에서, 예수는 가끔씩 세계의 가치에 대해 의문을 나타냈다, 예로, 요한복음에서: "너희가 세상에 속하여 있다면, 세상이 너희를 자기 것으로 여겨 사랑할 것이다. 그러나 너희는 세상에 속하지 않았고 오히려 내가 너희를 세상에서 가려 뽑아냈으므로, 세상이 너희를 미워하는 것이다."

### 영지주의

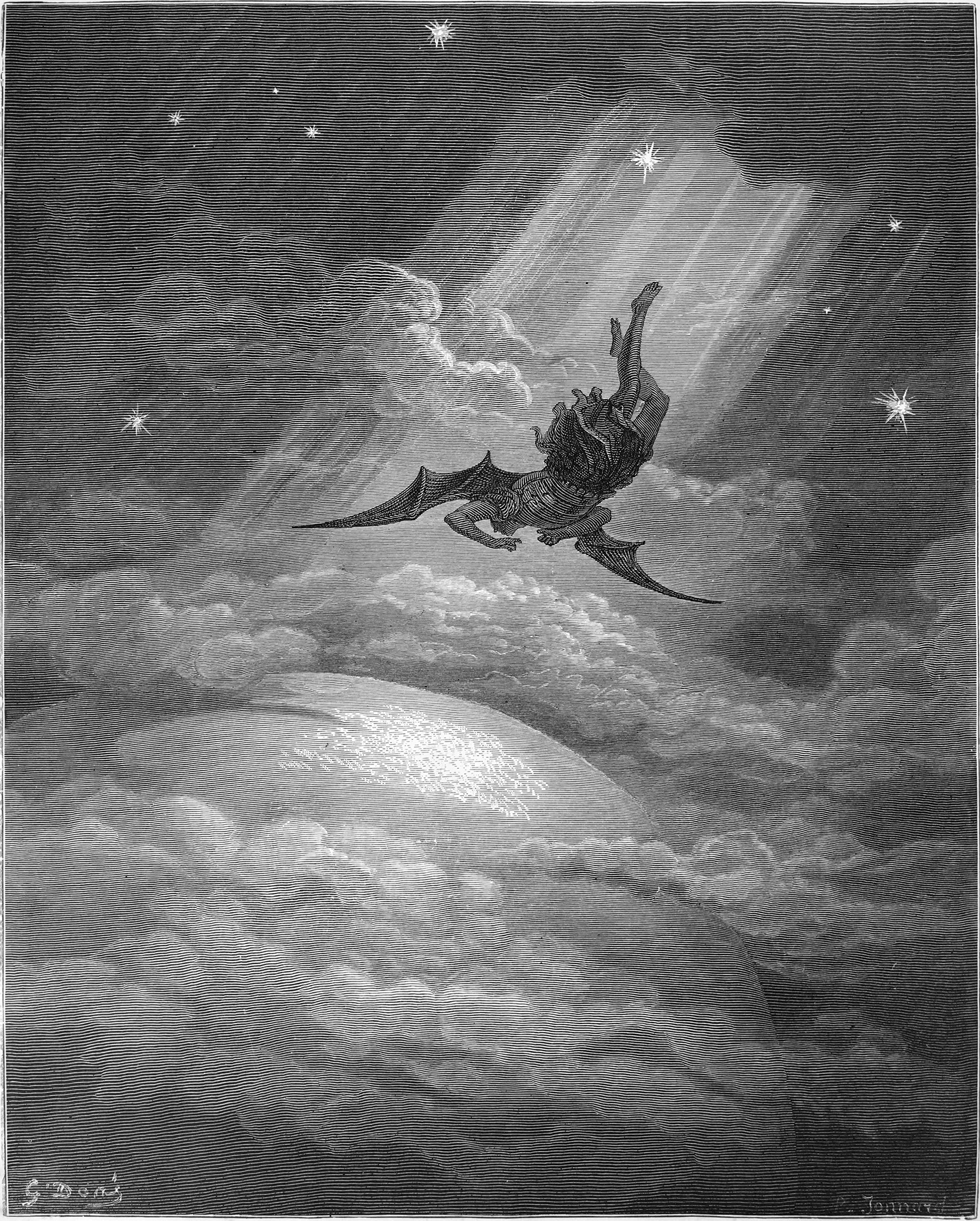
귀스타브 도레의 밀턴의 실낙원에 대한 1866년 그림. 영지주의자들에게, 인간은 그가 수치와 괴로움 속에서 살도록 선고된 세계로 "던져져"왔다.

영지주의는 그리스-라틴 철학에 물들은 복잡한 종교운동으로, 대부분이 자주 "진정한" 기독교인 것으로 주장한다, 비록 교회들에게 이단으로 간주됨에도 불구하고. 이는 "영지" (영적 지식), 다른 말로는 신에 대한 지식에 기반한 구원의 철학, 그리고 악한 힘에 의해 창조된 지구세계에 대한 폄하로 특징된다. 일반적으로, 영지주의자는 그의 신체를 부정적으로 여긴다: 이는 그의 진정한 자아가 감금되어온 "감옥", "무덤", 혹은 "시체"이다. 이는 인내되어야만 하는 이물질이며, 영혼을 아래로 끌어내려 그것을 그것의 기원에 대한 모멸적인 망각으로 떨어트리는 "불청객" 혹은 "침입자"이다. 살은 물질에 숨어있는, 도착되거나 약화된, 악마적 힘에 의해 야기된 괴로움과 수치의 상태로 해석된다. 이 상태는 모든 인간이 가지계인 일종의 지옥에서 살게끔 선고한다. 영지주의자들의 염세주의적 관점은 실패작, 심지어는 치명적 혹은 범죄적인 것으로 인식되는, 우주 전체로까지 확장된다. 인간은 이것에 "던져져" 있고, 희망없이 감금돼있다.
영지주의 사상에서, 악의 문제는 이원론적 관점의 채택으로까지 이어지는 성가신 문제이다. 영지주의자는 신과 영혼을 물질 혹은 악의 원리에 대립시키거나, 이 세계에 알려지지 않았거나 이질적이며 절대적으로 좋은 초월적 신을, 세계와 신체의 조물주인 열등한 혹은 악한 신과 구분하게 된다. 마지막 경우에서, 신은, 가지계에서 완전히 거부되어, 인간 영혼의 "빛을 발하는" 부분에만 머무르나, 대부분의 인간에게서는 사라졌다. 세계의 본질적 악한 특징을 인정하는 것에 더해, 영지주의자는 세계를 밀폐됐고, "외부의 어둠"에 의해, "대해"에 의해, 혹은 하늘과 동일시되는 "철벽"에 의해 둘러싸인 것으로 인식한다. 이는 신에 맞서 요새화됐을뿐만 아니라, 신 자신이 세계의 범위에 맞서 스스로를 요새화하도록 강요됐다. 그렇기에 바꿀 수 없는 경계들은 지구 영역으로부터의 영혼의 탈출을 막는다.
그가 전락하게 된 세계에 대한 이질감을 느끼는 영지주의자는 그가 본질상 피안의 원주민이라는 것을 발견한다, 비록 그의 신체와 그의 저열한 욕정들은 이 세계에 속함에도 불구하고. 그리고 그는 그가 선택받은 자들, 우월하고 "초우주적인" 존재들의 인종(게노스)에 속한다는 것을 이해한다. 그가 절망적으로 내세를 갈망하거든, 이는 그가 전락하게 된 곳인 본래의 고향에 대한 고동치는 향수를 스스로 경험하기 때문이다. 이러한 갈망은 지구에 추방된 신성한 원리인, 그것의 본래 기원―참된 영지에 대한 인식으로써만 구원받을 수 있는, 그의 영혼의 더 높은 부분에 영향을 미친다. 영혼의 더 높은 부분이 사라진채로 남거나, 그것이 없는 자는, 다시 말해, 영지주의자들이 힐릭스(인류의 다수 그리고 모든 동물들)라고 부르는 모든 개인들은, 환생들의 무서운 순환을 겪으며, 파멸 혹은 이 세계를 방랑하는 것을 선고받았다.

## 고대 그리스

### 키레네의 헤게시아스
키레네의 헤게시아스는 기원전 290년경 리비아의 키레네에서 태어난 그리스 철학자이다. 그는 키레네학파의 이중의 소크라테스적 그리고 쾌락주의적 전통에서 비롯했으나, 그에게 부여된 급진적 철학적 염세주의에 의해 이로부터 명확히 구별된다. 그의 모든 저작은 소실됐으며 그를 "자살의 옹호자"로 여긴 디오게네스 라에르티오스가 그에 대해 말한 것을 통해서만 그의 철학을 안다. 라에르티오스는 우선 행복의 불가능성의 노골적인 확언을 헤게시아스에게 부여한다: 나중의 철학적 염세주의자들처럼, 헤게시아스는 영속하는 행복은 성취불가하며 우리가 할 수 있는 것은 고통을 가능한 많이 피하는 것뿐이라고 주장했다:
완전한 행복이란 존재할 수가 없다. 육신은 많은 감각들로 가득차 있고, 정신은 육신과 조화를 이루기에, 육신에 문제가 생기면, 정신도 문제가 생기게 되며, 또한 운적인 요소도 우리가 기대 속에 소중히 여기는 많은 것들을 막아서기 때문이다. 따라서 이 모든 이유들을 근거로 보아, 완벽한 행복이란 우리 손에 달성할 수 없는 것이다.
헤게시아스는 모든 외물들, 사건들, 행동들, 심지어 죽음도 현자에게는 무관심한 것이라고 여겼다: "그들은 어리석은 자들에게 사는 것이란 적당한 것이지만, 현명한 자들에게는 사는 것이 무관심한 일이라 덧붙인다." 키케로에 의하면, 헤게시아스는 많은 사람들에게 죽음이 삶보다 더 갈망할만하다고 설득했다고 주장된, 결국 그에게 죽음설득자(그리스어: πεισιθάνατος)라는 별명을 부여한 아사(그리스어: ἀποκαρτερῶν)라는 책을 썼다. 이 때문에, 프톨레마이오스 2세 필라델포스는 그가 알렉산드리아에서 가르치는 것을 금지했다.

## 중세
알마아리와 오마르 하이얌은 그들의 시에서의 철학적 염세주의의 세계관에 대한 그들의 표현으로 유명한 두 중세 작가들이다. 알 마아리는 그의 염세주의와 함께 반출생주의적 견해를 지녔고, 그들에게 고통과 삶의 괴로움을 면하게 해주기 위해 아이들이 태어나서는 안 된다고 주장했다. 하이얌은 이러한 정서를 반영해 행복은 전혀 태어나지 않는 데 있다고 제안했다. 시력장애와 당시의 철학적 경향을 포함한 알마아리의 개인적 경험은 그의 인생관을 더욱 형성했다.
대조적으로 오마르 하이얌은 비관적인 감정을 표현하면서도 때때로 그의 성찰을 쾌락주의척 축하의 순간과 섞어 놓는다. 하이얌이 아버지를 일찍 여의고 그 후에 겪은 고난은 그의 염세주의에 더 기여했고, 당시 이슬람 세계에서 지적, 과학적 업적이 쇠퇴하고 있다는 그의 인식도 영향을 미쳤다.
두 시인은 인생이 고통과 괴로움으로 가득 차 있다는 공통된 믿음을 표현한다. 그들의 시는 세계를 죽음이 인생의 짐으로부터의 해방으로 여겨지는 절망의 장소로 보는 공통된 이해를 나타낸다. 그러나 특히 하이얌은 본질적인 슬픔에도 불구하고 인생의 덧없는 즐거움을 즐기는 것을 장려한다.
게다가 두 시인 모두 종교와 그 지도자들에 대해 회의적인 태도를 보이며, 그들을 위안의 원천이라기보다는 억압의 도구로 여긴다. 알마아리는 종교적 인물들의 위선을 비판하는 반면, 하이얌은 고통으로 가득 찬 세상에서 신성한 정의의 본질에 대해 의문을 제기한다. 사회적 규범에 대한 그들의 공통된 경멸은 우정과 결혼에 대한 견해로 확장되는데, 두 시인 모두 인간 관계에 대한 불신과 염세주의를 표현한다.

## 17세기
1618년 발발한 30년 전쟁은 유럽의 수많은 나라들에 사회적 파장을 일으켰다. 이 시기부터 유럽에서는 염세주의 철학이 부활하게 된다.

### 발타사르 그라시안

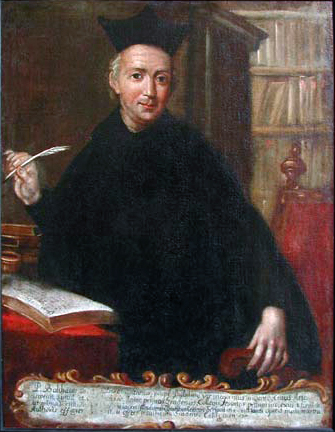
그라시안은 세계가 기만, 이중성, 환멸로 가득 차 있다고 보았다.

발타사르 그라시안의 소설 비판자는 지구상에서 아무런 결실도 맺지 못하는 행복을 향한 인간의 탐구를 확장한 우화로 여겨진다. 이 소설은 인간 조건에 대한 암울하고 황량한 그림은 그린다.
아르투어 쇼펜하우어는 그라시안의 작품에 광범위하게 관여했고 비판자를 "완전히 독특한 ... 끊임없이 사용하도록 만들어진 책 ... 위대한 세계에서 번영하기를 바라는 사람들을 위한 ... 인생의 동반자"라고 생각했다. 쇼펜하우어의 염세적 관점은 그라시안의 영향을 받았고, 그는 신탁 편람과 지혜의 기술과 재능의 기술을 독일어로 번역했다. 그는 그라시안의 격언적 문체(콘셉티스모)를 칭찬했고 종종 그의 작품에서 그를 인용했다.

### 블레즈 파스칼
블레즈 파스칼은 기독교적 관점에서 염세주의에 접근했다. 그는 인간 조건의 비참함을 강조하고 사람들을 가톨릭교회와 신의 구원으로 전향하려는 의도로 염세적인 일련의 격언인 팡세를 출판한 것으로 유명하다.
일류 수학자이자 물리학자인 파스칼은 30세에 신비적 경험을 한 이후 종교와 신앙에 점점 더 관심을 갖게 됐다. 그는 기독교의 얀센주의 경향을 받아들여 인간은 원죄로 인해 영원한 비참함에 정죄받았다고 생각했다. 우리는 이 비참함을 어떻게든 피하려고 한다. "죽음과 비참함과 무지를 고칠 수 없기에 사람들은 행복해지기 위해 그런 것들을 생각하지 않기로 결심했다." 우리의 상태를 잊기 위해 우리는 생각을 쓸데없는 것에 국한시킬 뿐만 아니라 동작과 헛된 활동을 늘린다. 유한성에 대한 생각을 포함하지 않는 모든 삶은 하느님으로부터 멀어지게 하는 오락의 삶이다. 오락은 매우 다양한 형태를 띠며 우리의 일상 생활에서 매우 큰 자리를 차지한다. 파스칼은 우리의 비참함에서 우리를 위로해주는 것이 실제로 오락이라면, 그것은 또한 "우리의 가장 큰 비참함"이라고 단언한다.
파스칼에게 행동은 필연적으로 주의를 돌리기 쉽고, 따라서 우리의 모든 존엄성은 행동이 아니라 사고에 있다. 그러나 문제되는 사고는 교만함을 먹고 신으로부터 멀어지게 하는 경우가 많은 기하학자나 물리학자 또는 철학자의 사고가 아니다. 우리를 다른 피조물 위로 끌어올리고 신께 더 가까이 데려갈 수 있는 것은 우리의 유한성에 대한 내성적인 발견과 지식이다. "인간은 본성상 가장 약한 갈대에 불과하나, 그는 생각하는 갈대이다"라고 파스칼은 유명한 격언에서 이런 의미로 선언한다. 사고는 인간의 본질이며, 인간은 그 위대함을 빚지고 있지만, 사고가 인간에게 유한성을 드러내는 한에서만 그렇다. 그러므로 인간이 회복불가하다는 기독교 관념은 단지 진실일 뿐만 아니라, 인간 존재에 어떤 존엄성을 부여하기 때문에 받아들여야 할 믿음이기도 하다. 파스칼은 이러한 관점에서 위대함과 비참함을 연결하는 반성적 형태의 염세주의를 장려하는데, 여기서 자신을 비하하고 자신의 무능함을 인식함으로써 우리는 자신보다 더 높이 올라가고 동시에 행복에 대한 헛된 추구를 포기하게 된다.

## 18세기
전통적인 가톨릭 국가였던 포르투갈에 발발한 1755년 리스본 지진은 사랑하고 연민하는 신에 대한 회의를 일으켰고 계몽사상의 급격한 부상으로 이어졌다.

### 볼테르
1755년 리스본 지진에 대한 반응으로, 볼테르는 이듬해 (1756) 염세적인 "리스본 재앙에 대한 시"를 출판해, "존재하는 무엇이든 옳다"는 시 "인간론"에서의 알렉산더 포프의 낙관주의적 격언을 비판했다. 볼테르는 초기에 포프의 시를 칭찬했으나, 나중에 포프의 세계관에 비판적이게 됐다. "리스본 재앙에 대한 시"는 특히 인류의 상태와 신의 본질에 대해 염세적이다. 시에 대한 반응으로, 장자크 루소는 "모든 인간 해악은 인간 잘못의 결과"라고 주장하는 편지를 볼테르에게 보냈다.
볼테르는 라이프니츠의 신론적 낙관주의에 반대하는 논고인, "우리는 있을 수 있는 세계 중 최상의 세계에 산다"는 그의 확언을 반박하는, 그의 1759년 풍자소설 캉디드의 출판 및 국제적 성공에 대한 대응으로, 그의 비판자들에 의해 염세주의자로 간주된 최초의 유럽인이었다. 그 자신은 이신론자였음에도 불구하고, 볼테르는 악의 문제에 대한 그의 해석을 통해 연민어린 인격신의 존재에 반대하여 주장했다.

## 19세기
나폴레옹 전쟁과 뒤따른 중대한 자연과학적 발견들은 계몽사상과 무신론의 확산에 일조했다. 이런 배경에서 무신론적 염세주의가 등장하기 시작했다.

### 자코모 레오파르디

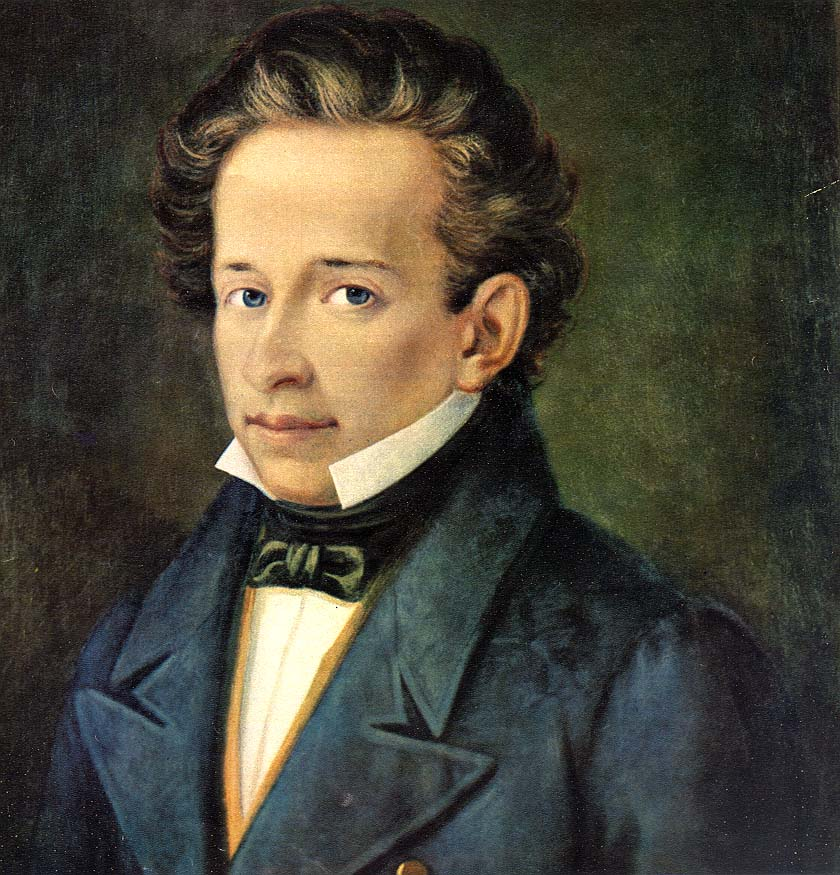
자코모 레오파르디의 염세주의는 "우주적 염세주의", 혹은 인간의 근본적이고 회복불가능한 불행에 대한 믿음으로 간주됐다.

비록 이탈리아 밖에서는 덜 알려진 인물이지만, 자코모 레오파르디는 19세기에 큰 영향력을 미쳤으며, 특히 쇼펜하우어와 니체에게 큰 영향을 미쳤다. 레오파르디의 암울하고 희극적인 에세이, 격언, 우화에서 삶은 종종 일종의 신성한 농담이나 실수로 묘사된다. 레오파르디에게 인간은 쾌락에 대한 무한한 욕망을 가지고 있지만, 어떤 특정한 기쁨으로는 이를 충족시킬 수 없다. 이러한 관점에서 인간의 실존적 문제는 특정한 실존적 쾌락에 대한 실제적 욕망에서 나타난다. 왜냐하면 이러한 모든 것은 유한하기 때문에 무한에의 욕망을 충족시킬 수 없기 때문이다.
모든 것의 허무함, 모든 쾌락이 우리의 정신을 채우기에 부적절함, 그리고 우리가 이해하지 못하는 무한함에 대한 우리의 경향은 아마도 매우 단순한 원인, 즉 영적인 것보다 물질적인 원인에서 비롯될 것이다. 인간의 영혼(그리고 마찬가지로 모든 생명체)은 항상 본질적으로 쾌락이나 행복만을 원하고 그것에만(다양한 형태로) 집중한다. 주의 깊게 생각해보면 둘은 같은 것이다. 이러한 욕망과 경향에는 한계가 없는데, 그것은 타고나거나 존재 자체와 함께 태어나기 때문이고, 무한할 수는 없지만 삶이 끝날때에만 끝날 그 자신의 끝을 이 혹은 저 쾌락에서 도달할 수 없다. 그리고 그것은 (1) 지속이나 (2) 정도에 있어서도 한계가 없다. 따라서 (1) 그것의 지속(왜냐하면 쾌락은 영원하지 않기 때문)이나 (2) 그것의 정도(왜냐하면 측정할 수 없는 쾌락은 없기 때문)에 있어서 동일한 쾌락은 있을 수 없다. 그러나 사물의 본성은 모든 것이 한계 내에서 존재하고 경계를 갖고 제한돼야함을 요구한다.
플라톤의 대화편 이래로 존재해 온 소크라테스의 견해, 즉 지혜나 지식을 행복과 연관시키는 견해에 반대하여 레오파르디는 철학이 거짓된 의견과 무지를 종식시킴으로써 인간에게 행복에 반대되는 진리를 보여준다고 주장한다. "인간의 완전성은 진리에 대한 지식에 있고 모든 인간의 고통은 거짓된 의견과 무지에서 비롯된다고 말하고 설교하는 사람들은 완전히 틀렸다. 그리고 모든 사람이나 대다수의 사람들이 진리를 알고 그 규범에 따라 삶을 조직하고 통치할 때 마침내 인류가 행복해질 것이라고 말하는 사람들도 틀렸다." 레오파르디에게 철학하는 것은 역설적이게도 우리가 철학을 해서는 안 된다는 궁극적인 결론에 도달하게 한다. 그러나 그러한 결론은 자신의 비용만으로만 배울 수 있으며, 한 번 배웠다 하더라도 실행에 옮길 수 없다. "사람들은 자신이 아는 진실을 잊을 수 없으며, 철학하는 것보다는 다른 습관을 더 쉽게 버릴 수 있다. 간단히 말해, 철학은 우리의 병을 고치겠다고 희망하고 약속하면서 시작해서 헛되이 스스로를 위한 치료법을 찾고자 하는 욕망으로 끝난다."
레오파르디는 자연 자체가 인간과 다른 모든 생물의 행복에 적대적이라고 여겼다. 그의 "자연과 아이슬란드인의 대화"에서 제목의 아이슬란드인은 고통에서 벗어나려고 시도하는 동안 극심한 날씨, 자연재해, 다른 동물, 질병 및 노화에 의해 공격을 받았다고 이야기한다. 대화의 끝에서 아이슬란드인은 자연에게 "이 비참한 세상은 누구의 즐거움과 봉사를 위해 유지되고 있습니까? 그것을 구성하는 모든 존재의 고통과 죽음으로?"라고 묻는다. 자연은 이에 직접 대답하지 않는다. 대신 굶주린 사자 두 마리가 갑자기 나타나 아이슬란드인을 삼키고 하루를 더 살 힘을 얻는다.
이러한 상황에 대한 레오파르디의 대응은 이런 현실에 직면하고 활기차고 위대한 삶을 살려고 노력하며 위험을 감수하고 불확실한 과제를 감수하는 것이었다. 그는 이러한 불확실성이 삶을 가치있고 흥미진진하게 만들지만 인간을 고통에서 해방시키지는 못한다고 주장했다. 오히려 그것은 행복에 대한 헛된 추구를 포기하는 것이다. 그는 위험하고 불확실한 항해를 떠났고 이로 인해 삶을 더욱 온전히 감사하게 된 크리스토퍼 콜롬버스의 예를 들었다. 레오파르디는 또한 인간이 자신의 상황을 비웃을 수 있는 능력을 곤경에 처한 상황에 대처하는 데 도움이 될 수 있는 감탄할 만한 특성으로 보았다. "웃을 용기가 있는 사람은 죽음을 각오한 사람과 마찬가지로 세상의 주인이다."

## 독일 염세주의
철학적 염세주의의 최초의 등장은 고대로까지 거슬러가나, 19세기 후반 독일에서처럼 체계적인 전환을 이루고 성찰된 적이 그 전에는 없었다. 거의 50년 동안, 염세주의의 문제는 Weltschmerz의 맥락속에서 논의됐다. 염세주의의 문제는 독일의 철학 사상을 점령했고, "염세주의 논란"이 본쟁의 주요 요점이었다. 이 운동을 둘러싼 독일에서 일어난 토론은 중심 논제가 무엇인지에 대해 대체로 동의했다: 존재의 부정적 가치.

### 아르투어 쇼펜하우어

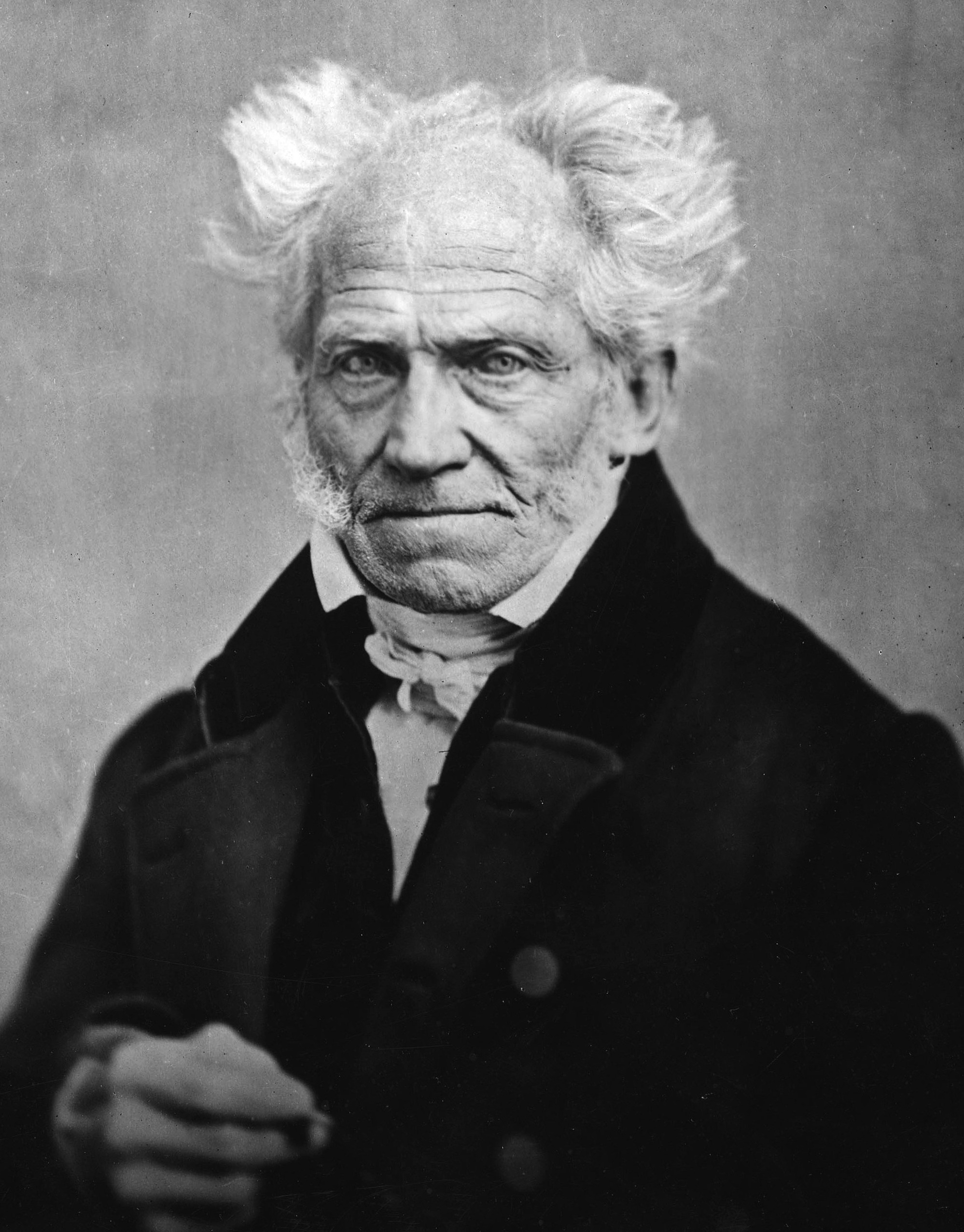
아르투어 쇼펜하우어는 세계를 그가 의지라고 부른 비이성적이고 만족할 수 없는 형이상학적 힘의 산물인 것으로 여겼다.

형이상학의 완전한 구조가 기저가 되는, 체계적인 방식을 갖춘 철학적 염세주의의 최초의 발표는, 19세기의 독일 철학자 아르투어 쇼펜하우어에 의해 소개됐다. 쇼펜하우어의 염세주의는 만족불가하고 끊임없는 우주적 의지의 산물인 삶에 대한 그의 분석에서 비롯했다. 그는 의지를 맹목적이고, 끊임없고 충족될수없는 분투이고, 비유기적 그리고 유기적 영역 모두를 아우르며, 가장 직관적이고 직접적인 파악은 자신의 신체와 욕망에 대한 관찰로써 성취될 수 있는 것으로 설명하며, 궁극적 형이상학적 생기적 물자체로 간주했다:
쇼펜하우어는 인간 이성은 의지에 비해 나약하고 중요하지 않다고 보았다. 한 비유에서, 그는 인간 이성을 강력하지만 눈이 먼 사람(의지)의 어깨에 탄 눈이 트인 절름발이 사람에 비유했다. 욕망들이 만족됐을 때, 만족감은 오래 지속되지 않으며, 새로운 욕망들의 시작점이 될뿐이고, 그로 인하여, 인간들은 그들의 삶 대부분을 끊임없는 분투 속에서 보낸다고 그는 주목했다. 만족의 순간들조차도, 성취됐고 즉시 새로운 욕구와 갈망으로 이어지지 않을 때, 오로지 개인을 무료함으로 전락시키며, 쇼펜하우어에게 이는 존재는 그 자체로는 실제 가치가 없다는 직접적 증거였다:
더욱이, 쇼펜하우어는 생물체의 삶의 일은 무료함과 만족되지않은 욕망들뿐이 아니라, 끊임없는 갈등과 분투로 가득한 만인에 대한 만인의 투쟁이라고 주장했다. 그러한 분투에서, 삶에의 의지의 각자 다른 현상은 그 자신의 현상을 유지하기 위해 다른 하나와 경쟁한다.
그는 또한 쾌락과 고통은 비대칭적이라고 주장했다: 쾌락은 소극적 본질을 가졌고 고통은 긍정적 본질을 가졌다. 쇼펜하우어는 이 말을 통해 쾌락은 우리에게 본래적으로 그리고 그 자체로 도래하지 않는다는 것을 의미했다: 즉, 쾌락은 이전에 존재했던 고통 혹은 욕구의 제거상태로서만 존재할 수 있고, 고통은 직접적으로 그리고 즉각적으로 그 자신을 우리의 지각에 드러낸다:
모든 생명이 필연적으로 서두르는 노령과 죽음에 대해, 쇼펜하우어는 그것을 삶에의 의지의 각각의 현상에 대한 자연 자체의 정죄의 선고로 묘사하며, 각각의 현상에 대한 모든 노력은 필연적으로 스스로를 좌절시키고 본질적으로 공허하고 헛된 것이라고 지적한다. 만약에 우리가 그 자체로 가치있거나, 무조건적이고 절대적인 것이었더라면, 우리는 우리의 목표로 비존재를 갖지 않았을 것이기 때문이다.
쇼펜하우어는 미적 명상에서 의지행위로부터의 일시적 탈출을 보았다. 그는 예술 속에 "스스로를 잃음"으로써 개인이 의지를 승화시킬 수 있다고 믿었다. 그러나, 그는 그가 "의지의 금욕" 혹은 "삶에의 의지의 부정"으로 해석한 (동방 수도승 그리고 "성자와 고행자"에 의해 수행된), 금욕주의의 형태를 통한 삶에의 의지의 무의미한 분투에 대한 체념만 스스로를 의지로부터 함께 해방할 수 있다고 믿었다.
쇼펜하우어는 자신의 철학을 묘사하는 데 결코 염세주의라는 용어를 사용하지 않았으나 다른 이들이 이를 그렇게 불렀을 때 그는 또한 반대하지 않았다. 그의 사상을 묘사하는데 사용된 다른 용어들은 그가 또한 결코 사용하지 않은 주의주의와 비합리주의이다.

### 후기-쇼펜하우어 염세주의
쇼펜하우어의 생애 마지막 몇 년과 사후 몇 년동안 후기-쇼펜하우어 염세주의는 19세기 독일에서 대중적 경향이 됐다. 그럼에도 불구하고, 헤겔주의, 유물론, 신칸트주의 그리고 부상하는 실증주의 등 당시의 다른 유명한 철학들은 이를 멸시했다. 혁명의 도래와 과학에서의 흥미로운 발견의 시대에 전형적인 염세주의자의 체념적이고 반진보적인 성격은 사회 발전에 해로운 것으로 여겨졌다. 이러한 자라나는 비판에 대한 대응으로, 쇼펜하우어에 의해 크게 영향받은(일부는 그의 개인적인 지인이기도 했다) 철학자 집단은 각자 고유한 방식으로 그들만의 염세주의를 발전시켰다. 율리우스 반센, 에두아르트 폰 하르트만, 필립 마인랜더 등의 사상가들은 쇼펜하우어의 초월적 관념론을 프레데릭 C. 바이저가 초월적 실재론으로 부르는 것으로 전환함으로써 계속해서 증가하는 염세주의의 위협을 일구었다. 초월적 관념론의 명제는 인간이 (물자체가 아닌) 사물의 외관만을 안다는 것이다. 초월적 실재론의 명제는 "경험에서 사물이 우리에게 어떻게 나타나는지에 대해 우리가 가진 지식이 우리에게 물자체의 지식을 준다"는 것이다.
초월적 실재론을 지지함으로써 쇼펜하우어 본인의 세계 본성에 대한 어두운 관찰은 완전히 알려지고 객관적이게 될 것이고, 이런식으로 확실성을 얻을 것이다. 염세주의의 확실성은 무존재가 존재보다 더 바람직하다는 것이다. 그것은 의지의 형이상학적 현실과 함께 쇼펜하우어 이후 사상가들이 쇼펜하우어의 가르침에서 물려받은 전제였다. 이 공통된 출발점에서 각 철학자들은 각자의 철학에서 존재에 대한 부정적인 견해를 발전시켰다.
일부 염세주의자들은 비판자들의 비판의 타당성을 인정하고 역사주의를 수용함으로써 비판자들을 달래기도 했는데, 쇼펜하우어의 유저 관리자 율리우스 프라우엔슈테트와 에두아르트 폰 하르트만(초월적 실재론에 독특한 전환을 준 사람)의 경우가 그랬다. 폰 하르트만의 아내 아그네스 타우베르트는 그녀의 저서 염세주의와 그 반대자들에서 염세주의를 존재가 비존재에 선호할만한지 그러하지 않은지를 결정하기 위해 삶의 에우다이모니아적 가치를 측정하는 것의 문제로 정의했고, 그녀의 남편처럼, 타우베르트는 이 문제에 대한 대답은 "경험적으로 확인가능하다"고 주장했다. 올가 플루마허는 쇼펜하우어의 염세주의가 "그가 할 수 있었던 것만큼 좋은 염세주의를 성취하지 못했다"며 이 때문에 사회적 진보를 가능하게 한 폰 하르트만의 이 주제에 대한 사상보다 열등했다고 비판했다. 율리우스 반센은 염세주의에 대한 이해를 전반적으로 재구성했고, 필립 마인랜더는 의지의 본질을 자멸하는 죽음에의 의지로 제시함으로써, 그것을 재해석하고 설명하고자 했다.

### 율리우스 반센

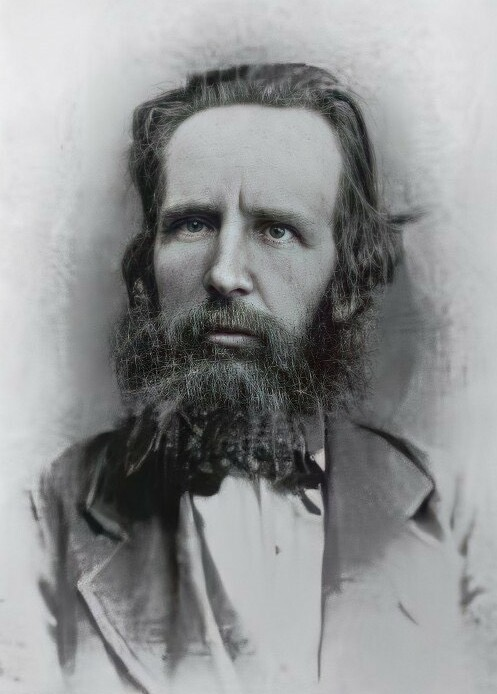
율리우스 반센. 그의 급진적인 염세주의는 진보와 구제의 어떤 가능성도 배제했다.

독일 철학자 율리우스 반센의 염세적 전망은 종종 아마 마인랜더의 염세주의보다 더 그러한, 가장 극단적인 형태의 철학적 염세주의로 묘사된다. 왜냐하면 이는 구원이나 구조의 가능성을 모두 배제하기 때문이다. 반센은 예술, 금욕주의 혹은 문화가 우리를 이 고통의 세계에서 떼어낼 수 있다거나 의지의 자학으로부터 벗어날 수 있는 방법을 제공할 수 있다는 것에 대해 회의적이었다.

반센에 의하면 현실의 핵심은 의지의 내적 갈등에 있고, 이는 그 자체 내에서 분열되어 "원하지 않는 것을 원하고 원하는 것을 원하지 않는" 것이다. 쇼펜하우어 철학의 단순한 변형이 아니며 하르트만 철학과 유사한 반센의 세계관은 쇼펜하우어와 헤겔의 종합이다. 그러나 하르트만은 쇼펜하우어의 염세주의를 헤겔의 역사적 진보에 대한 낙관적 믿음으로 완화하려고 시도하는 반면, 반센의 철학은 역사를 순환적이고 모순이 일정하다고 보기에 역사의 모든 진화나 진보를 배제한다. 헤겔의 변증법(하지만 그의 역사주의는 아님)을 영향으로 삼을 때, 반센은 그의 변증법의 부정적 순간, 즉 모순에 대한 강조만을 취한다. 따라서 반센 철학의 주요 주제는 두개의 반대되는 힘 사이에는 합성이 없고, 반대는 부정과 그에 따른 모순되는 측면의 파괴로만 이어진다는 그의 Realdialektik 아이디어가 됐다. 반센에게 존재에는 합리성이 발견되지 않았고, 따라서 모든 갈등의 끝에서 진보로 이어지는 목적론적 힘은 존재하지 않았다. 

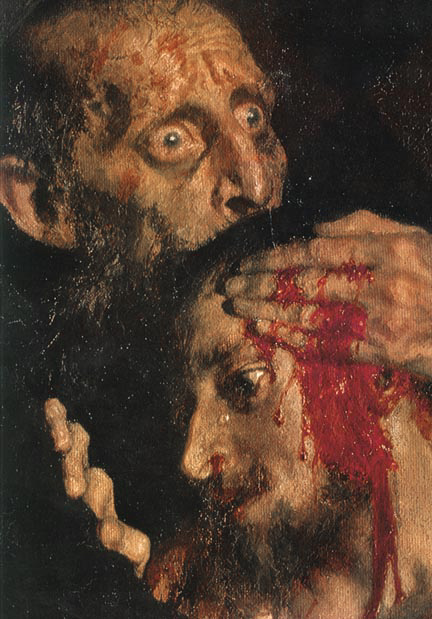
반센의 염세주의 철학에서, 비극의 관념이 본질적인 역할을 한다.

 반센의 비관주의는 그의 비극 이론에 중심적인 위치를 제공한다. 그의 Realdialektik의 모순적 특성의 당연한 귀결이다. 그에 따르면 개인이 어떤 도덕적 의무나 가치를 채택해야 하는지에 대한 명확하고 일관된 답은 결코 있을 수 없다. 우리가 삶에서 하는 모든 일, 특히 더 복잡한 도덕적 상황에서 하는 모든 일은 상충되는 의무, 원칙 또는 (적어도 존중받아야 할 것인) 기타 기본적 가치를 위반하는 것을 수반한다. 이는 단순히 도덕적 절대성이 부족하기 때문일 뿐만이 아니라 양립할 수 없는 선에 대한 경쟁적 개념과 삶의 모든 행동에 대한 중대하고 가치 있는 반대의 동기가 있기 때문이다.
미국 철학자 프레데릭 C. 바이저는 그의 2016년 작품 Weltschmerz: Pessimism in German Philosophy, 1860–1900에서, 반센의 비극이론을 다음과 같이 묘사한다:
반센에게 비극의 핵심은 두 가지 근본적인 사실로 구성돼있다. 첫째, 개인은 상충되는 의무와 비교할 수 없는 가치 사이에서 선택해야 한다. 둘째, 그는 한 가지 의무를 따르거나 다른 가치를 희생하여 한 가치를 존중하기 때문에 처벌을 받거나 고통을 받아야 한다. ... 의무와 가치가 상충되고 비극의 주인공이나 여주인공은 특정 상황에서 어떤 의무나 가치에 따라 행동해야 하기 때문에 그는 죄를 지을 수밖에 없다. 그들은 또 다른 의무를 위반하거나 다른 기본 가치를 무시해야 한다. 그리고 그러한 위반이나 위법 행위에 대해 처벌을 받아야 한다. 그러므로 비극의 본질은 우리가 옳은 일을 하거나 선을 위해 행동해야 하지만, 다른 의무와 선을 위반하지 않을 수 없기 때문에 그에 대해 처벌을 받는다는 것이다. 아무리 최선의 의도와 가장 꼼꼼한 양심을 가지고 있더라도 우리는 결국 나쁘고 잘못된 일을 하게 되고, 그에 대한 대가를 치러야 한다.
반센에게 그런 암울한 인생관에서 벗어날 수 있는 유일한 방법은 유머를 통해서였다. 다시 말해, 우리 자신과 우리의 곤경을 비웃는 법을 배우는 것이었다. 그는 유머가 반드시 우리를 비극적 상황에서 구해내는 것은 아니라고 주장하지만, 유머가 우리가 (예술을 통한 미적 관조에 대한 쇼펜하우어의 견해와 비슷한 방식으로) 잠시나마 그 상황에서 벗어나거나 추상화할 수 있게 해준다고 믿는다. 그러나 궁극적으로는 유머는 지속적인 치료법도, 인생의 고통과 도덕적 딜레마에서 벗어날 수 있는 신뢰할만한 방법도 제공하지 못한다. 유머의 유일한 힘은 짐을 덜어주고 앞으로 더 많은 짐에 대비하도록 준비시키는 것이다.

### 필립 마인랜더

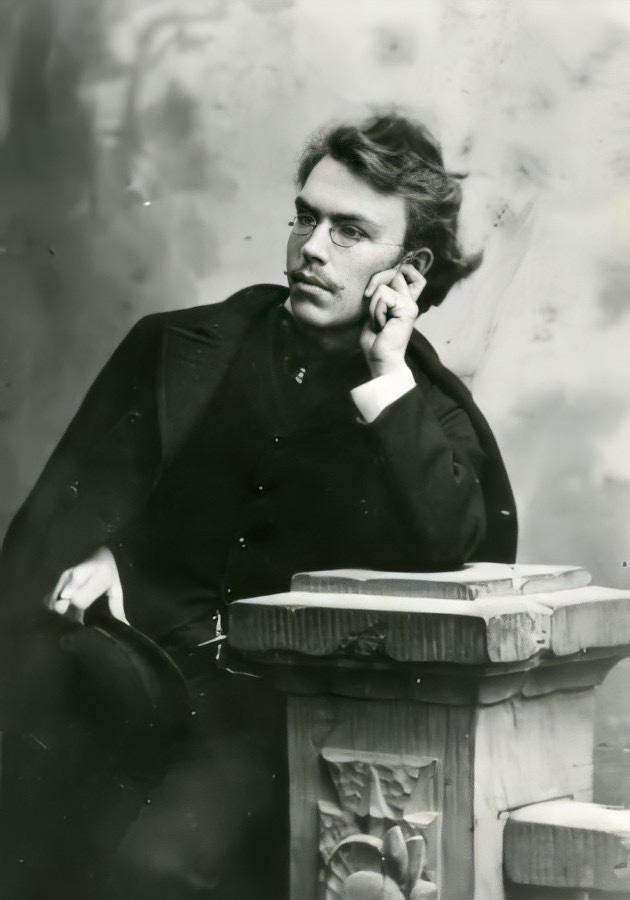
필립 마인랜더는 1876년 Die Philosophie der Erlösung를 출판하고 직후 자살했다.

필립 마인랜더는 1876년의 그의 자살 직전에 그가 출판한, 심오한 염세주의로 특징된 그의 대작 "구원의 철학" (Die Philosophie der Erlösung)으로 주로 알려진 시인이자 철학자였다. 시어도어 레싱에게, 이는 비록 쇼펜하우어의 철학적 유산의 일부임에도 불구하고, "철학적 문학에 알려진 염세주의의 아마 가장 급진적인 체계"이다. 마인랜더는 그 안에서 (비록 더 많은 형이상학적 의미가 있기는 한) 니체의 철학에 빠르게 반향을 이르키는 "신의 죽음"이라는 개념과 "죽음에의 의지"라는 개념을 표현한다. 쇼펜하우어의 삶에의 의지의 역전된 형태인 죽음에의 의지는 세상이 시작된 이래 모든 존재의 원리이다. 신은 세계를 창조하며 그 자신에게 죽음을 주었고, 그 이후, 소멸은 존재의 유일한 "구제", 존재의 구원의 유일한 가능성을 구성한다. 마인랜더에게 삶 자체는 가치가 없으며 "비존재가 존재보다 낫다는 지식에 의해 점화된 의지는 도덕의 최고 원칙이다." 개인이 자신의 의지를 관찰함으로써 자신의 구원이 자신의 죽음에 있다는 것을 깨달을 때, 삶에의 의지는 죽음에의 의지로 변형된다. 이 관점에서 삶에의 의지는 죽음에의 의지가 목표를 달성하기 위해 사용하는 수단일 뿐이다.
쇼펜하우어와는 대조적으로, 마인랜더는 유명론이라고 불리는 현실의 다원적 이해를 지지한다. 이 존재론적 다원주의는 개별 의지가 필멸적이며, 개인의 존재는 지속성과 확장성 면에서 제한을 받는다는 것을 의미한다. 따라서 개인의 소멸은 그의 의지의 고요로 이어지고 무(無)로 환원된다. 반면에 쇼펜하우어의 형이상학에서 개별 의지는 세계 자체의 본질(의지)의 표현일 뿐이다. 따라서 개인의 소멸은 어떤 식으로든 의지를 소멸시킬 수 없다. 그렇게 하기 위해서는 세계 전체를 무(無)로 환원해야한다. 반면에, 마인랜더의 다원주의 형이상학은 의지의 소멸을 가능하게 하여 죽음에 본질적인 부정적 힘, 즉 세계(모든 개인의 단순한 합계로 이해됨)의 본질을 소멸하게 하는 힘을 부여한다. 비존재가 존재보다 우월하기에 죽음은 실제적 이익을 제공하며, 결정적이기에 다른 모든 것보다 더 중요하다. 이 이익은 영원한 평화와 평온의 이익이며, 마인랜더는 이를 "구원"이라고 불러 기독교의 어휘를 차지한다. 그는 신비적 형태의 기독교를 금욕과 구원의 종교로 해석하고, 자신의 철학에 대한 첫 번째 계시로 본다.
마인랜더는 현실이 개별 의지의 존재에 불과하다는 그의 존재론적 다원주의의 결정적 중요성을 주장한다. 쇼펜하우어의 형이상학적 관점과 개별 의지를 초월하는 우주적 보편적 의지의 가정을 거부하면서, 그는 개별 의식의 영역에 국한되어 있는 지식의 필연적인 "내재적", 경험적 그리고 표상적, 그리하여 비형이상학적 성격을 주장한다. 그에게 지식의 관점에서나 존재론적으로 자립적이라고 생각되는 각각의 의지는 다른 의지와 근본적으로 분리돼있다. 그럼에도 불구하고 마인랜더는 자연 과학이 세계를 구성하는 모든 존재가 체계적으로 상호 연결돼있어서 각각의 것이 필연적인 법칙에 따라 서로 의존한다는 것을 보여준다고 인정한다. 따라서 과학은 모든 의지가 자체에 닫혀 있다는(따라서 자유롭다는) 주장과 모순되는 것처럼 보인다. 그러나 마인랜더에 따르면 이러한 명백한 모순은 시간의 차원을 도입함으로써 해결가능하다. 태초에, 시간의 시작 이전에, 어떠한 분열도 없는 단일하고 순수한 특이성이 있었다. 태초에, 세계의 원래 통일성은 파편화되고 파별화됐으며, 그리하여 그 이후로 계속돼 온 분열 과정이 시작됐다. 세계의 원시적 통일성에서 자연 법칙에 따른 사물의 상호 연결의 원리가 남아 있지만, 사물의 근본적인 통일성은 과거에 속하므로 의지의 개별적 특성을 빼앗지 않는다.

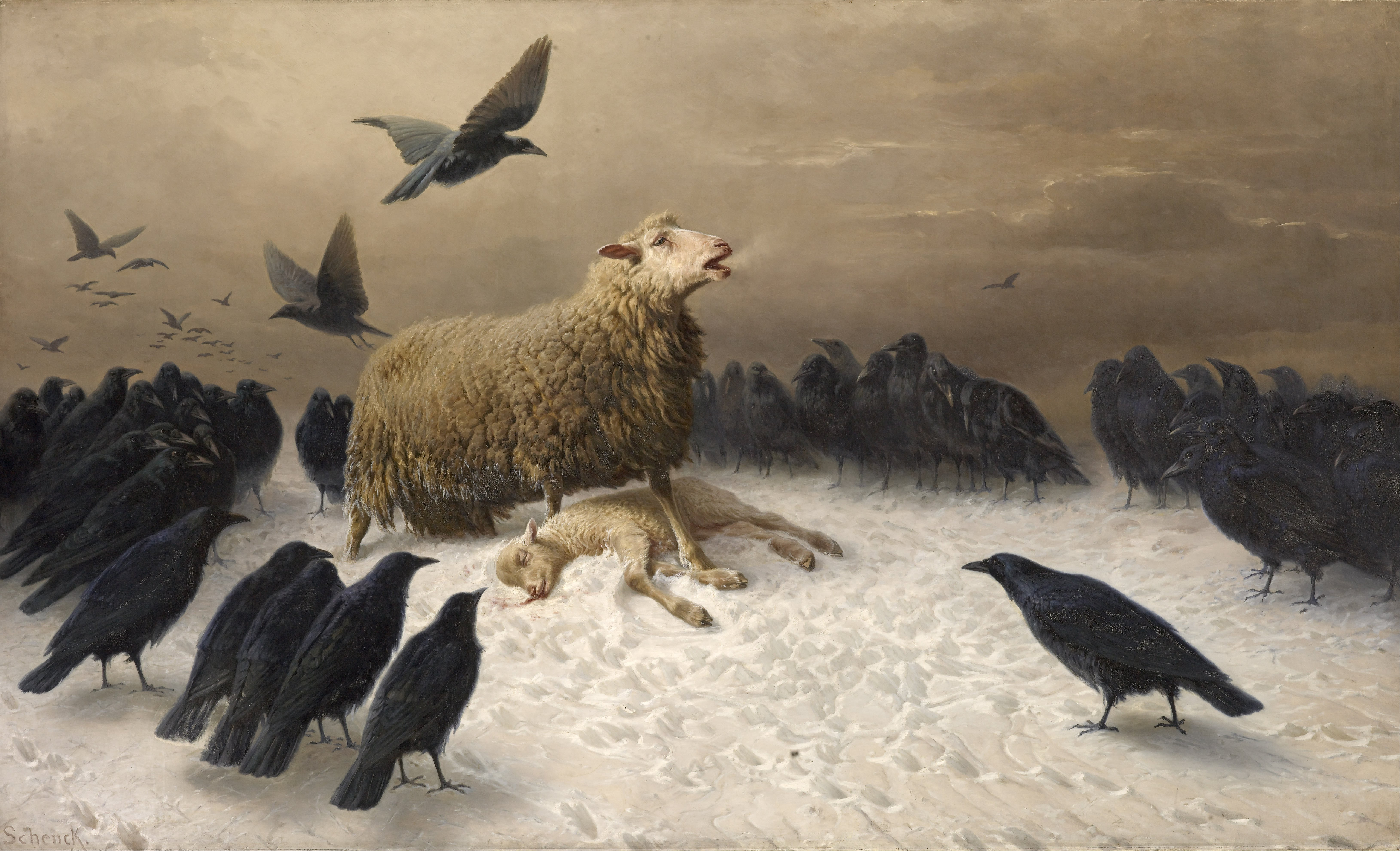
마인랜더에게, "신은 죽었다", 그리고 소멸할 운명인 세계 자체가, 그의 "썩어가는 시체"이다.

 원래의 단일성이 다중성으로 전환되는 이 경과에 주목하기 위해 마인랜더는 그의 비극적인 신의 죽음 개념을 도입한다. 그는 헛된 예언으로 "신이 죽었고 그의 죽음이 세계의 생명이었다"고 선언한다. 기독교가 그리스도의 모습을 통해 감지했듯이, 신, 즉 최초의 특이성은 세상을 낳으며 자신을 희생했다. 우리는 이 낳음의 양식을 실제로 알 수 없지만, 마인랜더에 의하면, 유추하여 그것에 대한 약간의 생각을 가질 수 있다. 이 관점에서, 그는 신이 완벽하게 자유롭고 전능한 개인으로 나타나지만, 모든 그의 힘의 기초조건이 돼 그가 직접 없앨 수 없는, 그 자신의 한계를 그의 존재 사실 자체에서 두려움과 함께 발견하는 주목할만한 의인화적 창조 신화를 구성한다. 이 서사에서, 괴로움에 갇힌 신은 자신의 현존재가 부정적인 가치를 지니고 있으며, 따라서 자신의 비존재보다 가치가 낮다는 것을 깨닫는다. 그 다음 신은 그것을 끝내기로 결심한다. 그에게 불가능한 직접적 방식이 아닌, 창조의 매개를 통해서이다. 그는 세계를 창조한 다음 그것을 수많은 개별적인 실체로 분할함으로써 점차적으로 자기 파괴에의 자신의 욕망을 실현할 수 있다. 자기 파괴와 소멸을 향한 이러한 신성한 충동이 궁극적으로 전체 우주에 활력을 불어넣는데, 비록 삶에 대한 충동(삶에의 의지)이 처음에 그것을 지배하는 것처럼 보이더라도 말이다. 예를 들어, 유기체 영역의 식물과 동물에 존재하는 삶에의 의지는 간접적이거나 무의식적인 방식으로 죽음에의 의지와 공존한다. 다시 말해, 죽음에의 의지는 삶에의 의지에 의해 "가장되거나" 숨겨진다. 그러나 죽음에의 의지는 점차적이며 필연적으로 삶에의 의지에 승리한다. 모든 생명은 조만간 죽고 존재하지 않게 된다. 이는 원래의 존재하지 않는 것에 대한 신의 갈망에서 비롯된다. 무기적 영역에서 유기적 영역에 이르기까지 존재하는 모든 것은 궁극적으로 우주적 소멸의 치명적인 과정에 의해 지배되는데, 이 과정은 물리적 수준에서는 엔트로피로, 생명체 수준에서는 투쟁과 갈등으로 변환된다. 마인랜더는 이 모든 과정을 불가피한 것으로 여긴다. 마치 그리스 비극처럼, 사람이 피하고자 하는 운명이 항상 실현되는 것처럼. 이 기괴한 비극에서 온 세상은 "신의 썩어가는 시체"에 불과하다.

### 에두아르트 폰 하르트만

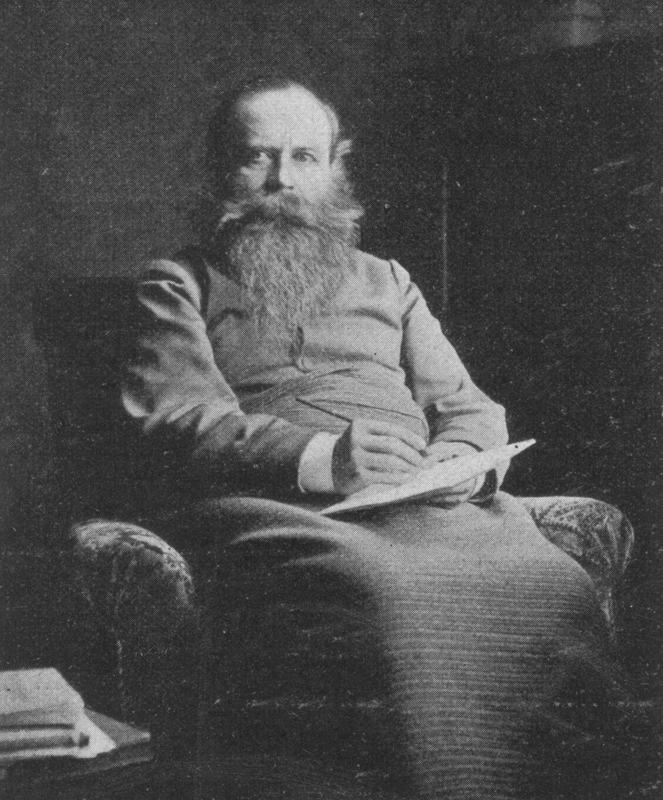
에두아르트 폰 하르트만에 의하면, 인간은 행복을 얻으려는 끊임없는 노력을 통해서만 무(無)의 바람직함을 배울 수 있고, 이러한 지식이 보편적이거나 적어도 일반적이게 되면 구원이 올 것이고 세상은 끝날 것이다.

1869년에 초판이 나와 출판된 지 몇 년만에 유명해진 무의식의 철학이라는 제목의 저서에서 에두아르트 폰 하르트만은 자신의 아르투어 쇼펜하우어의 후계자로 내세우면서 쇼펜하우어의 의지 원리를 자신의 무의식 원리로 대체했다. 무의식은 심리학적 개념이라기보다는 형이상학적 개념으로 역사의 보이지 않는 행위자이자 진화의 은밀한 선도자이다. 여기에는 세계를 존재하게 하는 (쇼펜하우어의 맥락에서의) 비이성적 의지와 세계의 합리적이며 조직하는 요소인 헤겔의 맥락에서의 "이념"이 분리될 수 없이 포함된다.
무의식은 의지, 이성(후자의 개념은 이념으로도 해석됨)과 모든 존재의 절대적인 모든 것을 포괄하는 근거이다. 따라서 헤겔과 쇼펜하우어의 영향을 받아, 역사의 진화는 이념의 발전과 (무의식적인) 의지에 대한 이념의 우세 방향으로 진행된다고 단언한다. 그러나 비이성적 원리로 간주되는 의지가 세계를 만들어냈다. 따라서 세계는 필연적으로 근절될 수 없는 악과 고통으로 가득 차 있고, 이념의 점진적인 발전은 이러한 악과 그 불가피성에 대한 점진적인 인식을 의미하지, 의식에 의한 그것의 대체가 아니다. 따라서 "의지에 대한 우주적-보편적 부정"은 완전한 의식에 도달한 인류에게 유일한 최종 해결책으로 나타날 것이다. 무의식이 이성을 불러일으키고 이성의 도움으로 가능한 모든 세계 중 가장 좋은 세계를 창조하며, 여기에는 계몽된 염세주의자의 의식적 이성에서 의지에 대한 종속으로부터 이성이 해방되어 실제 존재로부터 구원받을 수 있다는 장래성이 포함된다.
비록 폰 하르트만은 염세주의자이지만, 그의 염세주의는 결코 완전하지 않다. 개인의 행복은 현재나 미래나 획득불가하지만, 그는 무의식을 그 괴로움으로부터 궁극적으로 해방하는 것에 대해 절망하지 않는다. 그는 "삶에의 의지의 부정"에 의한 구원이 개인주의적 금욕주의가 아닌 집단적 사회적 노력에 달려있다고 생각하여 쇼펜하우어와 다르다. 하르트만은 인류가 절대적인 고통없음, 무(無), 열반이라고 부르는 것을 성취하기 전에 극복해야할 삶에 대한 세 가지 근본적인 환상이 있다고 설명한다. 이러한 환상 중 첫번째는 현재의 선에 대한 희망, 이 세상의 쾌락에 대한 확신으로, 그리스인들이 느꼈던 것과 같다. 그 다음은 또다른 더 나은 삶으로의 행복의 기독교의 이전이고, 이어서 진보 속에서 행복을 찾는 환상과 과학의 성과로 인한 가치있는 미래에 대한 꿈이 이어진다. 모든 것이 다 헛된 약속이며, 모든 인간의 욕망을 동등하게 헛된 것으로 그리고 열반의 평화 속에서만 좋음을 보는 최종 단계에서 그렇게 알려져 있다. 존재 속의 의지의 대부분이 이성에 의해 깨달아 존재의 불가피한 비참함을 인식하게 되면, 무(無)존재를 뜻하려는 집단적 노력이 이루어지고 세상은 무(無)로, 무의식은 고요함으로 후퇴할 것이다.
무의식의 구원이라는 개념은 또한 폰 하르트만 윤리의 궁극적인 기초를 제공한다. 우리는 불가능한 행복을 위해 노력하는 대신 삶을 잠정적으로 긍정하고 사회적 진화에 헌신해야 한다. 그렇게 함으로써 우리는 도덕이 삶을 그러하지 않았을 때보다 덜 불행하게 만든다는 사실을 알게 될 것이다. 자살과 다른 모든 형태의 이기심은 매우 비난받을 만하다. 인식론적으로 폰 하르트만은 초월적 실재론자이며, 자신의 견해를 능숙하게 옹호하고 반대자들의 견해를 날카롭게 비판한다. 그의 실재론은 그가 시간의 실재성을 유지할 수 있게 하고, 따라서 세계 구원 과정의 실재성도 유지할 수 있게 한다.

### 프리드리히 니체

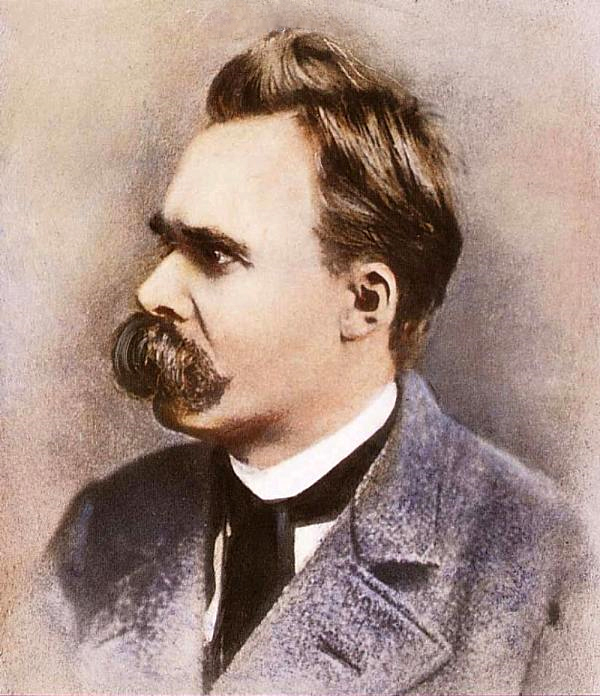
그의 독일 동시대인들의 염세주의를 "약자의 염세주의"로 강력하게 비판하며, 니체는 자기자신의 염세주의를 소개했다: "디오니소스적 염세주의" 혹은 "강자의 염세주의".

프리드리히 니체는 쇼펜하우어(그는 쇼펜하우어의 글을 열렬히 읽었음)와는 달리 비극적 염세주의적 관점에 대한 그의 반응이 체념적이거나 자기 부정적이지 않고, 삶을 긍정하는 형태의 염세주의임에도 불구하고 철학적 염세주의라고 할 수 있다. 니체에게 이것은 "미래의 염세주의", "디오니소스적 염세주의"였다. 니체는 자신의 디오니소스적 염세주의를 소크라테스 이전의 그리스인들의 염세주의와 동일시했고, 또한 그것을 고대 그리스 비극의 핵심으로 보았다. 그는 비극을 끊임없는 흐름에 얽매인 인간 존재의 끔찍한 본질을 드러내는 것으로 보았다. 이와 대조적으로 니체는 소크라테스 철학을 더 이상 비극을 견딜 수 없는 사람들의 낙관적인 피난처로 보았다. 소크라테스가 지혜가 행복으로 이어질 수 있다고 주장한 이후, 니체는 이를 "도덕적으로 말하면, 일종의 비겁함 ... 비도덕적으로는, 책략"으로 봤다. 니체는 쇼펜하우어의 염세주의에도 비판적이었다. 세계를 부정적으로 판단하는 것에서, 그것이 세계에 대한 도덕판단으로 바뀌었고, 그러므로 나약함과 허무주의로 이어졌다고 그가 주장했기 때문이다. 니체의 대응은 세상의 본질을 완전히 수용하는 것이었고, "이러한 조건에 대한 판단에 머무르지 않는" "강자의 염세주의"를 통한 "위대한 해방"이었다. 그는 철학자의 임무가 이 염세주의를 망치처럼 휘두르고, 먼저 오래된 도덕성과 믿음의 기초를 공격한 다음 "새로운 날개를 만드는 것", 즉 모든 가치를 재평가하고 새로운 가치를 창조하는 것이라고 믿었다. 이 디오니소스적 염세주의의 주요 특징은 세계의 변화하는 본질에 "예"라고 말하는 것이었는데, 이는 파괴와 고통을 영원히 즐겁게 수용하는 것을 수반했다(따라서 아모르 파티와 영원 회귀의 아이디어가 등장했다). 니체에게 염세주의는 "성장하고 투쟁하는 삶에 도움이 되는 치료제이자 보조제"로서 "건강에 좋은" 삶의 예술이었다.

## 빅토리아 염세주의
빅토리아 시대의 많은 사상가들의 염세주의는 계몽시대의 "자비로운 진보" 관점에 대한 반발에서 기인한 것으로 여겨졌는데, 이러한 관점은 종종 낭만주의 운동의 구성원들에 의해 표현됐다. 쇼펜하우어의 작품, 특히 의지의 우월성 개념도 빅토리아 시대의 염세주의에 큰 영향을 미친 것으로 인용됐고 다윈이 1859년에 출판한 종의 기원도 마찬가지였다.
당시의 몇몇 영국 작가들은 작품에 만연한 염세주의로 유명했는데, 여기에는 매슈 아널드, 에드워드 피츠제럴드, 제임스 톰슨, 앨저넌 찰스 스윈번, 어니스트 다우슨, A. E. 하우스먼, 토머스 하디, 크리스티나 로제티, 그리고 에이미 레비가 포함된다. 염세적인 주제들은 특히 사랑, 운명론 및 종교적 의심을 다룬다. 캐나다 시인 프레드릭 조지 스콧의 시 역시 빅토리아 시대의 염세주의의 예로 인용됐고 미국 시인 에드윈 알링턴 로빈슨의 시 역시 마찬가지이다.
이 기간 동안 자연에 대한 예술적 표현은 자비롭고, 고양되고, 신과 같은 것에서 적극적으로 적대적이고, 경쟁적이거나, 무관심한 것으로 변형됐다. 앨프리드 테니슨 경은 1850년 시 In Memoriam에서 "이빨과 발톱이 붉은 자연"이라는 구절로 이러한 변화를 나타냈다.

## 20세기
20세기 전반에 발생한 양차 세계대전은 유럽을 비롯한 수많은 지역을 황폐화했고 이에 따라 세계가 근본적으로 무의미하다는 인식은 더욱 증가했다.

### 알베르 카뮈

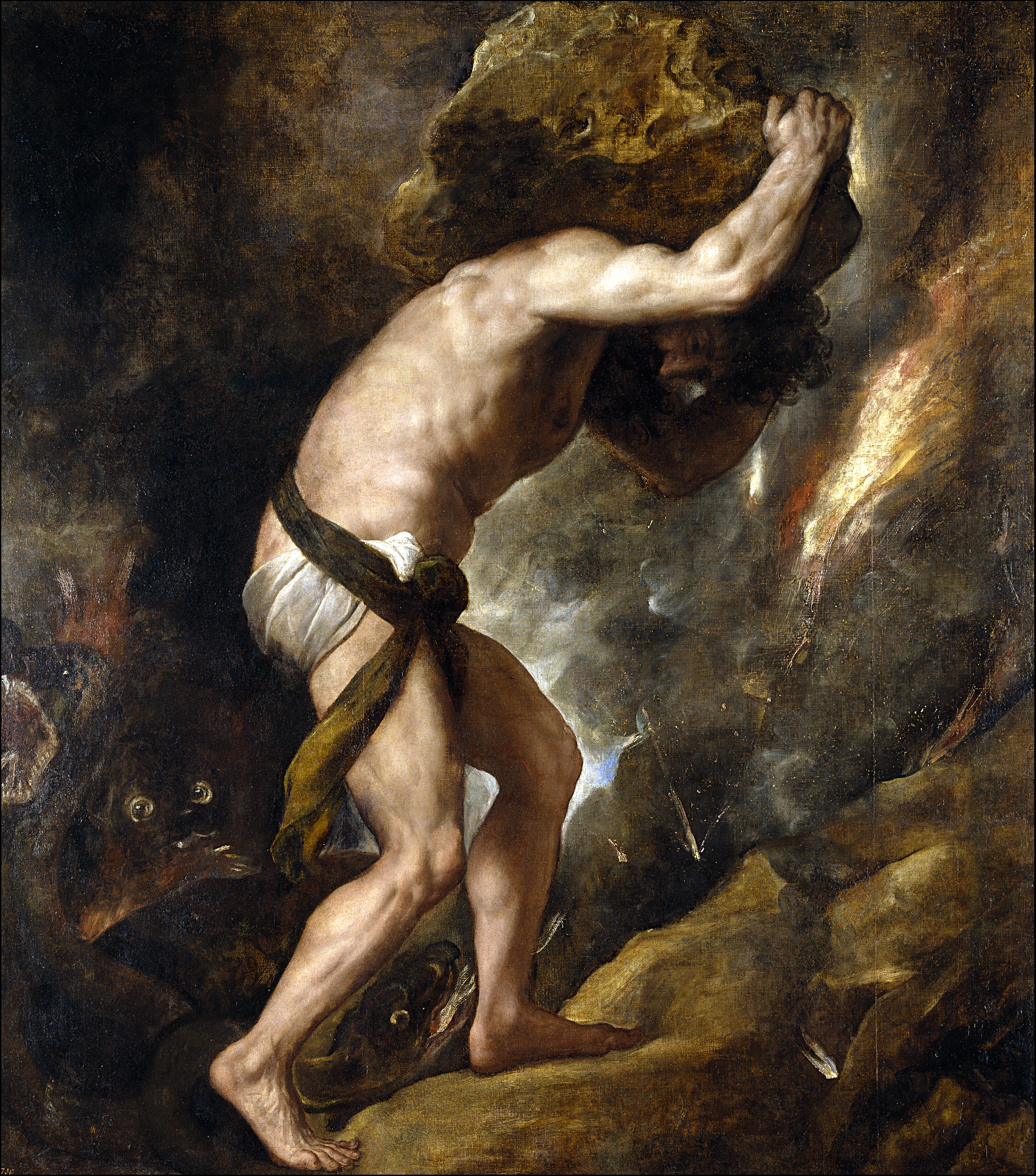
카뮈는 시시포스의 처벌을 인간 조건에 대한 비유로 사용했다.

1945년 기사에서 알베르 카뮈는 "염세적인 철학이 반드시 낙담의 철학이라는 생각은 유치한 생각이다"라고 썼다. 카뮈는 그의 유명한 에세이 시지프 신화에서 핵심 용어인 "부조리"라는 개념을 대중화하는 데 도움을 주었다. 이전의 철학적 염세주의자들처럼 카뮈는 인간의 의식과 이성을 "모든 창조물에 반대하는 것"으로 보았다. 카뮈에게 있어 의미를 갈구하는 추론적 정신과 "침묵하는" 세상 사이의 이러한 충돌은 가장 중요한 철학적 문제인 "자살의 문제"를 낳는다. 카뮈는 사람들이 종종 "회피"(l'esquive)를 통해 부조리에 직면하는 것을 피한다고 믿었는데, 이는 "삶 그 자체가 아니라 그것을 초월하고, 세련되게 만들고, 의미를 부여하고, 배신할 위대한 아이디어를 위해 사는 사람들을" 위한 "속임수"이다. 그는 자살과 종교를 존재의 문제를 회피하거나 도피하는 비진정한 형태로 여겼다. 카뮈에게 유일한 선택은 반항적으로 부조리를 받아들이고 그와 함께 사는 것이었다. "경멸로 극복할 수 없는 운명은 없다." 카뮈는 부조리의 상황에 대한 자신의 반응을 그리스 신화 속 인물 시시포스를 사용하여 설명했다. 시시포스는 신에게 영원히 언덕 위로 바위를 밀어 올리라는 저주를 받았지만, 정상에 도달하면 다시 굴러떨어졌다. 자신의 임무가 무의미하다는 것을 깨달았지만, 반항심에서 그래도 그렇게 했던 시시포스를 카뮈는 상상했다. "시시포스가 행복하다고 상상해야 한다".

### 페테르 베셀 삽페

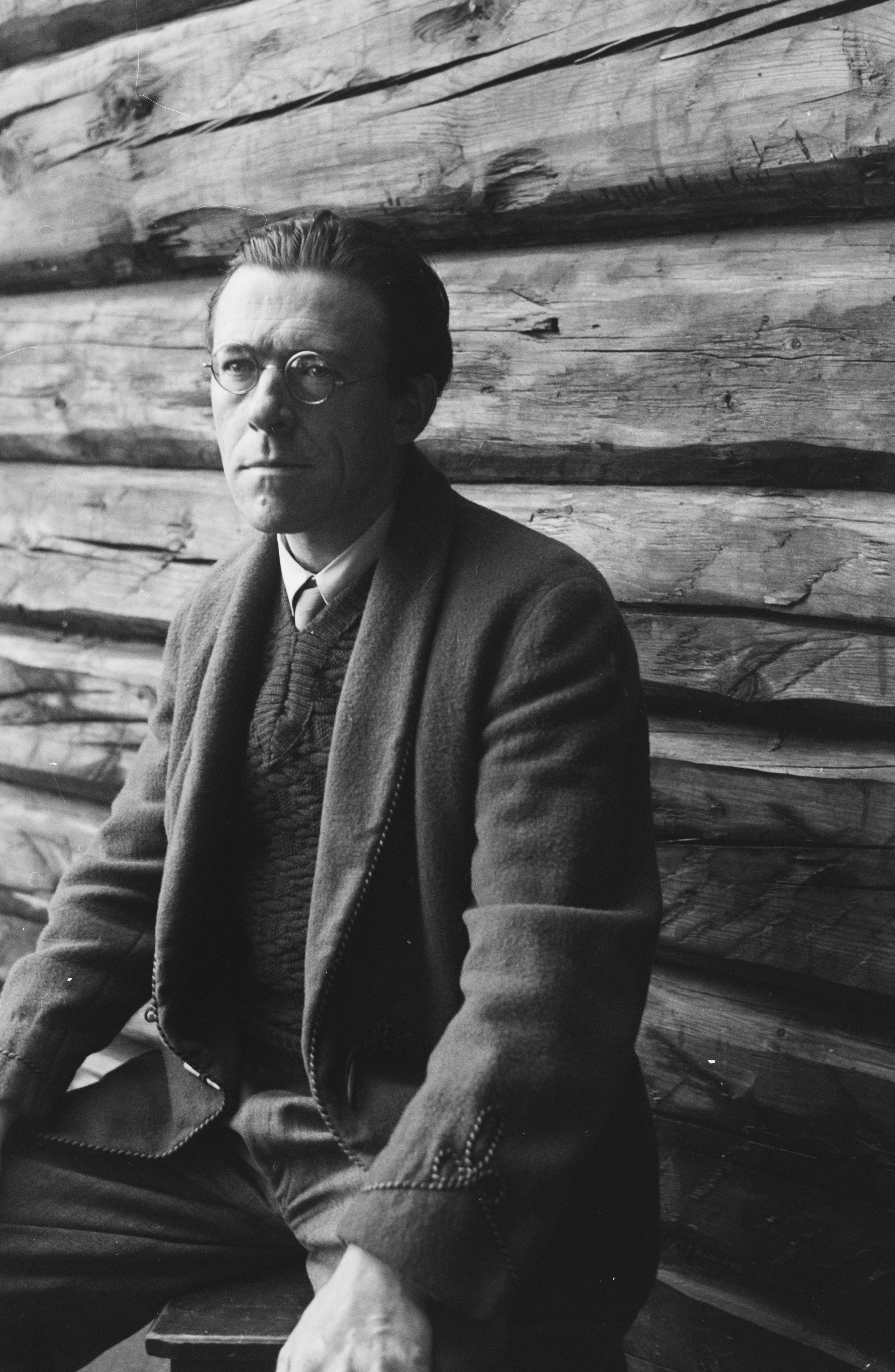
삽페는 인간을 생물학적 역설의 일종으로 여겼다.

페테르 베셀 삽페는 진화가 인간에게 우주에서 자신의 위치를 숙고하고 고통과 죽음으로부터의 자유와 함께 정의와 의미를 갈망할 수 있는 과잉 의식을 부여했으며, 동시에 자연이나 현실 자체가 그러한 깊은 갈망과 영적 요구를 충족시킬 수 없다는 것을 인지하게 했다고 주장했다. 삽페에게 이것은 진화의 비극적인 부산물이다. 그에 따르면 인간이 우주에서 불운하고 취약한 상황을 완전히 이해하면 "우주적 공황" 혹은 실존적 공포 상태에 빠지게 된다. 따라서 인간은 자신의 곤경에 대한 지식이 의식적이든 아니든 고립, 고착, 산만함, 승화라는 네 가지 방어기제를 사용하여 억압한다.
그는 그의 에세이 "마지막 메시아"에서 이러한 네 가지 방어기제를 다음과 같이 설명한다.
- 고립은 "모든 방해적이고 파괴적인 생각과 감정을 의식으로부터 완전히 자의적으로 배제하는 것"이다.
- 고착은 "의식의 액체적 흐름 안에 지점을 고정하거나, 그 주변에 벽을 쌓는 것"이다. 고착 방어기제는 개인에게 지속적으로 주의를 집중할 가치나 이상을 제공한다. 삽페는 또한 고착원리를 사회에 적용하여 "신, 교회, 국가, 도덕, 운명, 삶의 법칙, 사람들, 미래"가 모두 집단적 주요 고착 관심영역의 예라고 말했다.
- 산만함은 "지속적으로 인상으로 주의를 사로잡아 비판적 경계에 주의를 제한하는 것"이다. 산만함은 마음이 스스로에게로 향하는 것을 막기 위해 모든 에너지를 작업이나 아이디어에 집중시킨다.
- 승화는 부정적인 배출구에서 긍정적인 배출구로 에너지를 재집중하는 것이다. 개인은 거리를 두고 미적 관점에서 자신의 존재를 바라본다 (예: 작가, 시인, 화가). 삽페 자신은 자신의 작품이 승화의 산물이라고 지적했다.

사회 그리고 진화심리학 이론인 공포관리이론은 인간의 고차원적 인지 능력이 억압되거나 어떤 식으로든 처리되어야 할 실존적 불안의 형태를 가져온다는 삽페의 관점과 일치한다. 공포관리이론에 따르면 이러한 실존적 불안은 인간이 무의미한 우주에서 살아남기 위해 더듬는 일시적인 동물에 불과하다는 인식과 죽음과 부패로만 운명지어졌다는 인식의 병치에서 발생한다. 공포관리이론의 경우 이러한 인식의 억압은 존재에 의미, 질서, 영속성을 부여하는 현실에 대한 상징적 개념을 통해 이루어진다. 이는 가치 있는 것에 대한 일련의 기준을 제공하고 문화적 세계관을 믿고 그 가치 기준에 따라 사는 사람들에게 실제적 혹은 상징적 불멸의 어떤 형태를 약속한다.

### 에밀 시오랑

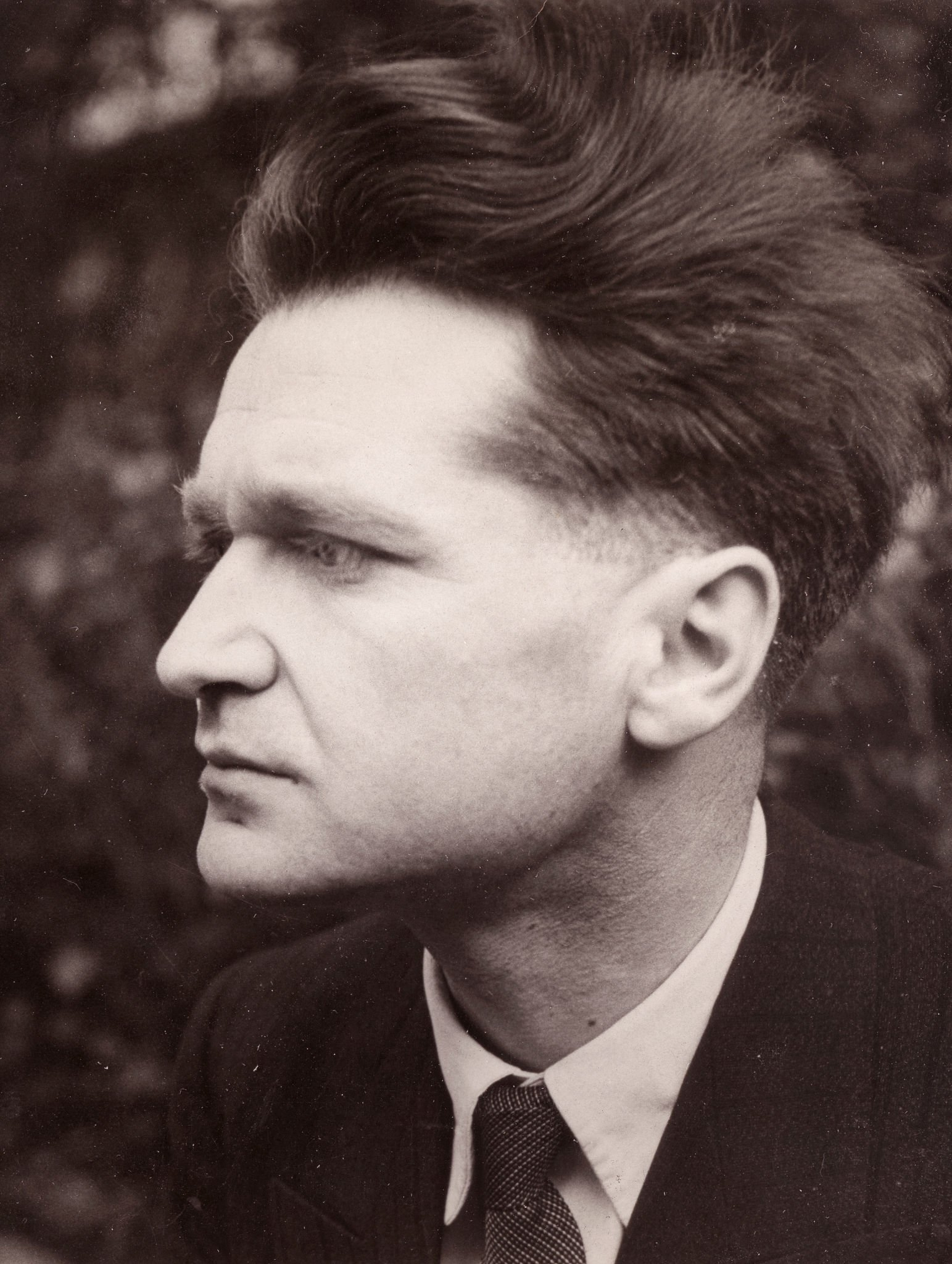
시오랑은 존재는 우리에게 우리의 탄생에 선고된 추방이며, 무가 우리의 진정한 고향으로 남는다고 설명했다.

에밀 시오랑의 작품들은 철학적 염세주의에 물들어있고, 실패, 괴로움, 부패, 실존주의와 허무주의를 포함하는 주제들을 다룬다. 전통적 철학적 체계들과 용어에 관심이 없는 그는 개인적 성찰과 열정적 서정성에 찬성하여 추상적 사변을 거부한다. 시오랑의 만성적 불면증의 결과로 만들어진 그의 첫번째 책, 절망의 정점에서는 "절망과 부패, 부조리와 소외, 허무함과 존재의 비합리성"을 다룬다. 시오랑은 인간 조건, 우주와 삶 자체를 실패로 여겼다: "삶은 죽음도 시도 바로잡지 못하는 실패감이다." 윌리엄 H. 가스는 시오랑의 존재에의 유혹을 "소외, 부조리, 지루함, 허무함, 역사의 폭압, 변화의 저속함, 고뇌로서의 의식, 질병으로서의 이성의 현대적 주제들에 대한 철학적 로맨스"로 설명했다.
삶의 허무함과 그것의 실패의 완전성의 시오랑의 관점은 아마 이른 나이에서부터 존재했다. 1935년, 그의 어머니는 그에게 만약에 그가 그렇게 비참할 것이라고 알았더라면 그를 낙태했을 것이라고 말했다. 이는 시오랑이 나중에 반성하게했다, "나는 단순 실패작이다. 왜 모든 것을 심각하게 받아들이는가?"
시오랑은 몇 작품들을 완전히 아포리즘으로 적었다. 이 선택에 대해, 시오랑은 말했다:
저는 이런것만 씁니다, 설명하는 것이 저를 끔찍하게 지루하게 하기 때문입니다. 저래서 제가 아포리즘을 썼을 때 제가 다시 피곤해졌기 때문이라고 말하는 겁니다, 왜 애씁니까. 그래서, 아포리즘은 "진지한" 사람들에 의해 경멸받습니다, 교수들은 내려다보죠. 그들이 아포리즘의 책을 읽을때, 그들은 말합니다, "오, 이 친구가 열 페이지 전에 말한 것좀 봐, 이제 그는 그 반대를 말하고 있어. 그는 진지하지 않아." 저는요, 모순되는 두 아포리즘을 바로 서로 옆에 높을 수 있습니다. 아포리즘은 또한 순간적 진리입니다. 법령이 아니예요. 그리고 저는 거의 모든 경우에서 왜 제가 이 혹은 저 문구를 썼는지, 그리고 언제 그러했는지를 말할 수 있습니다. 이는 늘 조우, 사건, 격정에 의해 시작되지만, 모두 원인이 있습니다. 그것은 전혀 무의미하지 않습니다.
태어났음의 불편함에서, 시오랑은 아포리즘을 통해, 완전히 수용하거나 거부하기 어려운 세계에 동의없이 존재하게 되는 문제를 검토했다. 태어났음의 불편함에서의 그의 아포리즘은 철학을 한 문장들로 포장한다. 예를 들어, 시오랑은 이렇게 말함으로써 삶의 허무함을 요약하고 반출생주의를 옹호했다: "우리는 태어날 때, 훗날 우리가 죽게 될 때 잃어버리게 되는 것만큼 이미 잃어버렸다. 모든 것을."
시오랑은 자살과 죽음을 무의미한 세계에서의 삶만큼 동등하게 무의미한 것으로 봤기에, 자살을 거부했다. 태어났음의 불편함에서, 그는 그의 반출생주의와 자살을 대조시킨다: "자살하는 건 소용없는 일이다. 언제나 너무 늦게 자살하므로." 그러나, 그는 자살을 생각하는 것이 인간이 더 나은 삶을 살 수 있게끔 할 수 있다고 주장했다.

## 21세기

### 훌리오 카브레라
훌리오 카브레라의 존재론에 의하면, 인간의 삶은 구조적으로 부정적인 가치를 지닌다. 이 관점에 의하면, 인간의 삶은 각 개인의 삶에서 일어나는 특정한 사건 때문에 인간에게 불편함을 유발하는 것이 아니라, 그러한 인간 존재의 실존 또는 본질 때문에 불편함을 유발한다. 다음 특성은 카브레라가 "존재의 필멸성"이라고 부르는 것, 즉 구조적으로 부정적인 가치를 구성한다.
1. 인간이 태어날 때 획득한 존재는 감소(또는 "쇠퇴")하는 존재이다. 즉, 출현한 순간부터 끝나기 시작하여 단일하고 돌이킬 수 없는 쇠퇴와 쇠퇴 방향을 따르고, 이러한 완전한 완성은 몇 분에서 약 100년 사이의 언제든지 발생할 수 있다.
2. 인간은 존재한 순간부터 세 가지 종류의 마찰에 영향을 받는다. 육체적 고통(질병, 사고, 자연재해의 형태로 항상 노출됨), 낙담(행동을 계속하려는 "의지" 또는 "기분" 또는 "정신"이 부족한 형태로, 경미한 자살 충동에서 심각한 형태의 우울증까지), 다른 사람의 공격에 노출되는 것(험담과 중상모략에서 다양한 형태의 차별, 박해, 불의까지)이다. 이는 우리도 (마찬가지로 세 가지 종류의 마찰에 굴복한) 다른 사람에게 가할 수 있는 공격이다.
3. (a)와 (b)에 대항하기 위해 인간은 긍정적 가치(윤리적, 미적, 종교적, 쾌락적, 오락적 그리고 모든 종류의 인간적 실현에 포함된 가치)를 창조하는 방어기제를 갖추고 있고, 인간은 이를 끊임없이 활성화해야한다. 인간의 삶 속에 나타나는 모든 긍정적 가치는 대응적이고 완화적이다. 이는 삶 자체의 구조에서 발생하는 것이 아니라 쇠퇴하는 삶과 그 세 가지 종류의 마찰에 대한 영구적이고 불안한 투쟁을 통해 도입된 것이다. 그러나 그러한 투쟁은 언급된 마찰 중 어느 것에 의해서든 또는 존재의 점진적인 쇠퇴에 의해 언제든지 패배할 운명이다.

카브레라에게 있어서 이 상황은 그가 "도덕적 장애"라고 부르는 상황에 의해 더욱 악화된다. 즉, 어떤 주어진 순간에 누군가를 해치거나 조종하지 않고는 세상에서 행동하는 것이 구조적으로 불가능하다는 것이다. 그에 따르면, 도덕적 장애는 반드시 우리 안의 도덕적 결함 때문에 발생하는 것이 아니라 우리가 놓인 구조적 상황 때문에 발생한다. 인간 삶에서 창조되는 긍정적인 가치들은 좁고 불안한 환경 속에서 생겨난다.
인간은 부패하는 신체의 존재와 고통과 낙담으로 인해 복잡하고 전체적인 행동의 그물에 갇히고, 그 속에서 우리는 다양한 사회적 상황을 빠르게 이해하고 관련된 결정을 내려야한다. 우리 자신의 긍정적인 가치를 구축하려는 우리의 절실한 욕구가 다른 인간들의 활동을 해치지 않도록 하는 것은 어렵다. 다른 인간들도 마찬가지로 자신의 긍정적인 가치를 구축하려고 애쓰고 있다.

### 데이비드 베네타
데이비드 베네타는 그의 저서 태어나지 않는 것이 낫다와 인간이 처한 곤경에서 출산은 도덕적으로 옹호할 수 없다고 주장하며 반출생주의와 철학적 염세주의를 주장한다. 그는 또한 염세주의와 허무주의를 구별하며 이 두 개념이 동의어가 아니라고 주장한다.
베네타는 염세주의를 뒷받침하기 위해 삶의 쾌락과 고통 사이의 일련의 경험적 차이점을 언급한다. 엄격히 시간적인 측면에서, 경험할 수 있는 가장 강렬한 쾌락은 단명하지만(예: 오르가즘), 가장 심한 고통은 훨씬 더 오래 지속될 수 있으며 며칠, 몇 달, 심지어 몇 년 동안 지속될 수 있다. 경험할 수 있는 최악의 고통은 또한 좋은 최고의 쾌락보다 질이나 크기가 더 나쁘고, "가장 즐거운 쾌락의 한 시간을 최악의 고문의 한 시간과 맞바꾸는 것"을 받아들일 것인지에 대한 사고 실험을 예로 제공한다.'
독자들에게 "다른 동물을 잡아먹는 동물의 감정과 그 동물의 감정을 비교해보라"고 요청하며 비슷한 주장을 한 쇼펜하우어를 인용하는 것에 더해, 어떤 욕망은 결코 충족되지 않는 동안 자신의 욕망이 충족되는데 걸릴 수 있는 시간, 신체가 다치거나 손상되거나 병에 걸릴 수 있는 신속함과 때로는 결코 완전히 회복되지 않을 수도 있는 비교적 느린 회복 속도, 만성 통증의 존재에도 불구한 만성 쾌락의 비교적 부재, 모든 생명체가 노화 과정을 통해 겪게 되는 점진적이고 불가피한 신체적 정신적 쇠퇴, 삶 속의 나쁜 것들이 자연스럽게 우리에게 찾아오는 수고 없는 방식과 그것을 막고 좋은 것들을 얻기 위해 해야하는 노력, 인간 삶 전체에 대한 우주적 혹은 초월적 의미의 부재, 스피노자의 용어를 빌려, 베네타에게 우리의 삶은 우주의 관점에서, 즉 영원의 관점 아래에서 무의미하다.
베네타는 삶 속의 나쁜 것들이 인간이 삶 속의 좋은 것들을 감상하거나 적어도 그것들을 온전히 감상하는 데 어떤 의미에서 필요하다고 주장하더라도, 이러한 감상에 많은 나쁜 것들이 필요한지는 분명하지 않고, 나쁜 것들이 그런 의미에서 필요하지 않다면 우리의 삶은 그러했을 때보다 더 나빠질 것이라고 주장한다.
고통이 덧없고 쾌락이 오래 지속된다면, 고통이 나쁜 것보다 쾌락이 훨씬 더 좋다면, 다치거나 병드는 것이 정말 어렵다면, 다치거나 병이 들었을 때 회복이 빠르다면, 그리고 우리의 욕망이 즉시 충족되고 새로운 욕망에 굴복하지 않는다면, 인간의 삶은 더 나아질 것이다. 또한 우리가 수천 년 동안 건강하게 살고 지금보다 훨씬 더 현명하고 똑똑하며 도덕적으로 더 뛰어나다면, 인간의 삶은 엄청나게 나아질 것이다.
베네타가 위에 언급한 사실을 다루기 위해 제안한 전략은 그가 "실용적 염세주의"라고 부르는 것을 통한 것으로, 이는 (자신, 다른 인간, 다른 동물을 위해) 지상의 의미를 창출하는 활동에 참여하는 것을 포함한다. 그는 그러한 실용적 염세주의가 현실로부터 주의를 돌리는 것을 허용하지만 "실용적 낙관주의"와는 대조적으로 현실을 부정하는 것은 허용하지 않는다고 주장한다. 극단적인 상황에서 그는 자살이 더 바람직한 선택일 수 있음을 인정하지만 그러한 한계에 도달할 때까지 그는 실용적 염세주의 영역 내에서의 대응을 옹호한다.

## 참조

### 참고
1. ↑   바이저는 쇼펜하우어가 초월적 관념론자였다는 일반적인 입장을 검토하고 거부한다: "비록 초월적 관념론의 입장에 깊이 이단적이지만, 쇼펜하우어의 객관적 관점은 초월적 실재론의 형태, 즉, 경험의 세계에 대해 독립적인 현실의 가정을 포함한다.
2. ↑  마인랜더의 자연철학에서, "신"은 우주의 팽창이 시작한 초기의 특이성에 대한 비유이다.